# Histoire des Juifs aux Pays-Bas

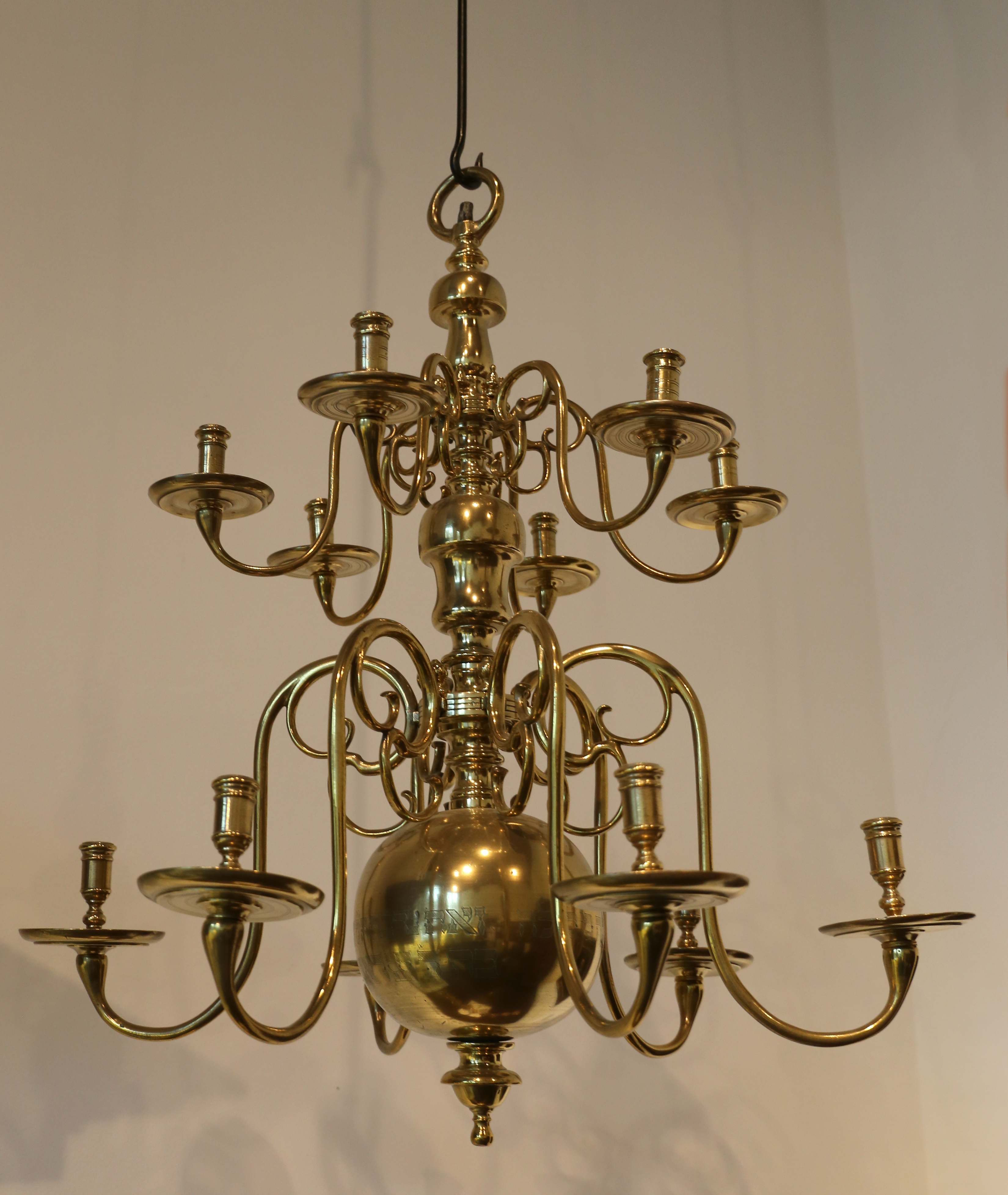
Chandelier hollandais en cuivre avec inscription sur la sphère en lettres hébraïques : « Cadeau de David Isaakszoon et de sa femme Bila à la synagogue de la communauté juive de Heemvliet » (1600-1699) Musée de Gouda.

 (octobre 2017).
Si vous disposez d'ouvrages ou d'articles de référence ou si vous connaissez des sites web de qualité traitant du thème abordé ici, merci de compléter l'article en donnant les références utiles à sa vérifiabilité et en les liant à la section « Notes et références ».
L'histoire des Juifs aux Pays-Bas commence au Moyen-Âge et reprend après l'expulsion des Juifs du Portugal et d'Espagne en 1492, quand les premiers Marranes arrivent aux Provinces-Unies en 1593 et qu'une importante communauté juive se développe dans ce pays. Au XVIIe siècle, Amsterdam devient la capitale intellectuelle des Séfarades.
Elle participe grandement à la prospérité du pays jusqu'au XXe siècle quand elle est exterminée lors de l'occupation nazie du pays. Aujourd'hui, il subsiste une communauté juive d'environ 29 900 personnes.

## Moyen-Âge
La première mention remonte au XIe siècle, dans des lettres ecclésiastiques et des documents commerciaux. Ils sont victimes des massacres de la peste noire au XIVe siècle à Utrecht, Kampen, Gorinchem, ou encore Zwolle.
Il reste aujourd'hui de cette période, des rues Jodenstraat à Maastricht et Utrecht.

## Des origines à la naissance de la communauté (finXVIesiècle-débutXVIIesiècle)
On remonte l'origine de la communauté juive néerlandaise entre la fin du XVIe siècle et le début du XVIIe siècle, période durant laquelle de nombreux crypto-juifs portugais immigrent aux Provinces-Unies via les Pays-Bas catholiques. C'est le siècle d'or néerlandais. Le phénix (Fénix), l'oiseau qui renaît de ses cendres, figure sur le blason de la nation portugaise à Amsterdam.

### Contexte de l'installation des Juifs dans le pays
Les Provinces-Unies sont alors au plus fort de la guerre de Trente Ans (1618-1648) qui les opposent à l'Espagne. Ces Juifs marranes ayant leur fortune essentiellement établie sur les activités commerciales qu'ils assurent entre l'Orient à l'Occident, voient d'un œil plus que favorable ce pays d'accueil majoritairement protestant, et dont la politique est de fait indépendante de toute relation avec l'Espagne et son inquisition. Peu après leur installation, cette communauté renoue avec le judaïsme qu'elle devait occulter pour sa survie. 
Les Provinces-Unies n'ont pas de politique unifiée en ce qui concerne l'accueil de communautés juives et chaque ville est libre de décider d'autoriser ou non leur installation. Amsterdam, Rotterdam et La Haye autorisent leur installation, Utrecht fait le choix inverse.

### Mise en place de la communauté

#### Communauté humaine
La renommée que se bâtit alors les Provinces-Unies auprès des communautés juives de diaspora fait boule de neige et c'est par étapes que les premiers Juifs portugais sont rejoints par leurs coreligionnaires réfugiés d'Espagne (à partir de 1492, année cruciale) et du Portugal (à partir de 1536, début de l'inquisition portugaise), mais également par des Juifs italiens liés commercialement aux Juifs d'Amsterdam, ainsi que par des Juifs de Turquie et d'Afrique du nord, avec lesquels les marranes auront gardé le contact.
Sur 8 000 Juifs hollandais vivant aux Provinces-Unies au Siècle d'or, 6 000 habitent à Amsterdam, dont seulement une trentaine ne sont pas séfarades. 
La majorité de ce que nous savons de l'origine, du développement de la communauté hispano-portugaise d'Amsterdam, de ses institutions charitables, de ses écoles, de ses rabbins et maîtres, de ses médecins et poètes, nous le devons aux écrits du poète et dramaturge Don Miguel de Barrios (1635-1701), lui aussi revenu au judaïsme à son émigration aux Provinces Unies, après des décennies de catholicisme forcé et de persécutions religieuses en Espagne puis au Portugal. En 1626, l'érudit Manassé ben Israël fonde de la première maison de presse hébraïque à Amsterdam, appelée Emeth Meerets Titsma`h.
Les écrits de penseurs sont largement diffusés comme ceux de Uriel da Costa, Saul Levi Morteira, Isaac Aboab da Fonseca et d'autres.

#### Dirigeants

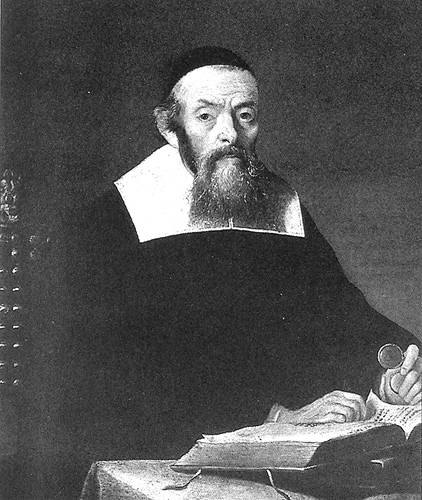
Jacob ben Aaron Sasportas, rabbin séfarade à Amsterdam

La tradition rapporte que le premier sage et rabbin de la communauté fut un juif d'origine ashkénaze, Feivush Halévy, originaire de la ville allemande de Emden, proche de la frontière néerlandaise. Au fur et à mesure de leur intégration, les Juifs néerlandais accueillent, sur leur propre demande, d'autres sages et rabbins originaires du Maroc et d'Italie.
Parmi les membres éminents de la communauté au Siècle d'or, les hommes d'affaires et économistes, Isaac Pinto qui a donné son nom à l'expression hollandaise « riche comme un Pinto » et Joseph Penso de la Vega (1650-1692), auteur de la Confusion des confusions, l'une des premières analyses détaillées du fonctionnement des marchés financiers, publiée en 1688, dans laquelle il explique « comment le hareng était vendu avant même qu’il n’ait été pêché », le rabbin Saul Levi Morteira vers 1660 ou le rabbin talmudiste (en) Jacob ben Aaron Sasportas né à Oran.

#### Organisation interne
Un premier temps, les Juifs se partagent en trois communautés[Lesquelles ?], distinctes par les origines géographique et linguistique de leurs membres. Mais progressivement, ces trois communautés se recomposent en une seule, la « communauté portugaise » (ou « espagnole »), majoritaire à Amsterdam.

#### Institutions

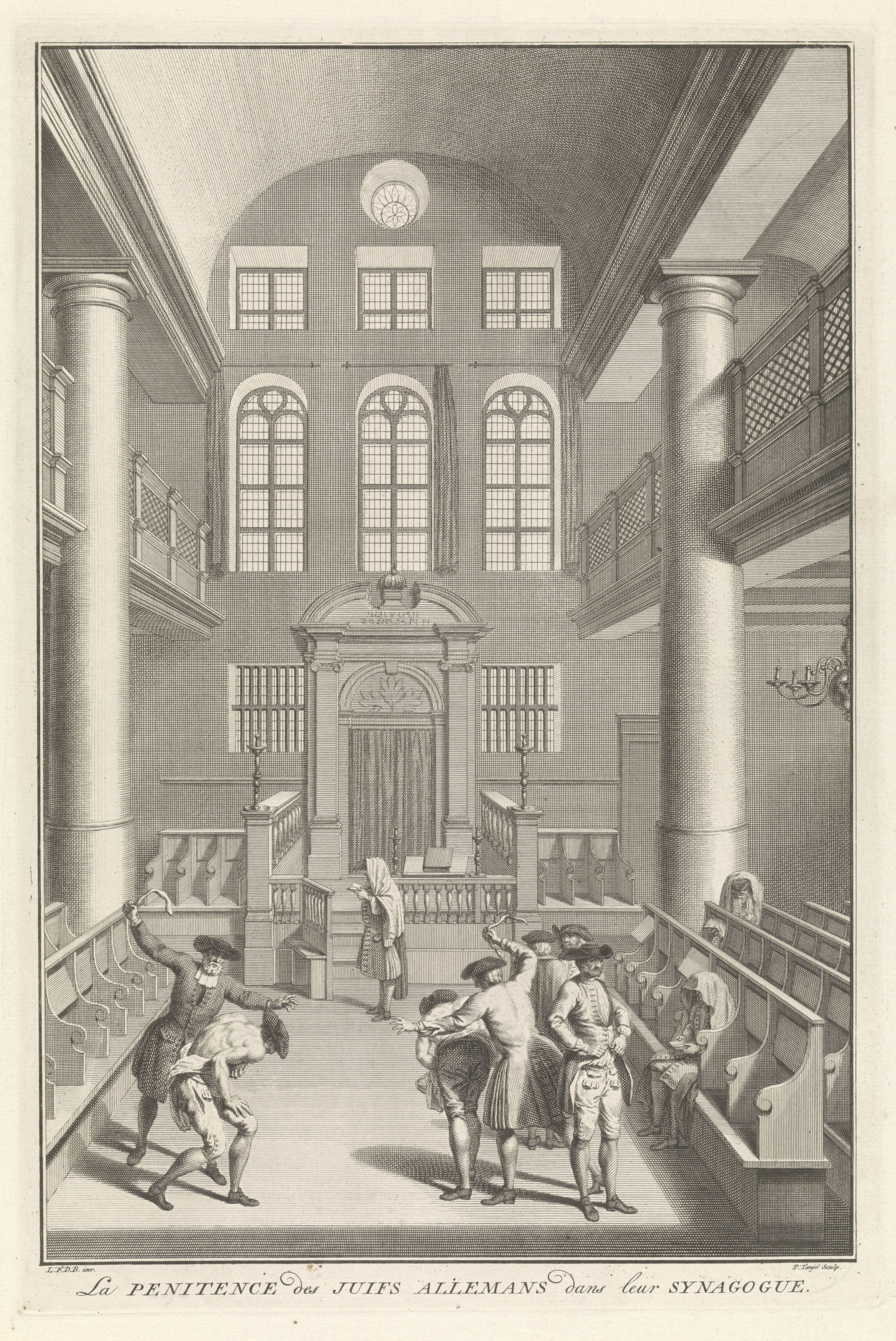
Juifs allemands faisant pénitence en se laissant fouetter dans la synagogue Hoogduitse à Amsterdam, la veille du Jour des Expiations ou de Yom Kippour (avant 1661)

Les Juifs fondent alors peu à peu diverses institutions, telles que la synagogue portugaise d'Amsterdam, une école et un Talmud Torah, qui d'ailleurs attire, par ses nouvelles techniques pédagogiques, l'attention du monde juif dans son ensemble ; le fils du rabbin Isaiah Horowitz en rapporte les détails dans son ouvrage Les 11 colonnes dans la colonne de la Torah, lors de la visite qu'il y fait au XVIIe siècle. 
La yeshiva Etz Hahayim qui voit également le jour, connaît son heure de gloire au XVIIIe siècle ; de nombreuses exégèses qui y furent composées à cette époque ont d'ailleurs été préservées jusqu'à nos jours.

#### Langues et pratiques
« Alors que les réfugiés séfarades ont développé le judezmo ou le ladino, écrits à l'aide de l'alphabet hébraïque, les « nouveaux chrétiens » qui sont revenus au judaïsme ont continué à utiliser les langues espagnole et portugaise comme ils étaient habitués dans la péninsule». Ils ont continué à vivre dans un milieu culturel espagnol et portugais, à Amsterdam (ou à Venise). « Outre l'héritage culturel et linguistique de la péninsule, des écrivains comme Barrios ont apporté avec eux dans la diaspora séfarade certains concepts que l'on peut mieux décrire comme le marranisme. Cela consistait principalement à s'appuyer sur l'Ancien Testament, une partie de la Bible ainsi que les livres apocryphes, préservant certaines règles diététiques très élémentaires, et célébrant en quelque sorte certaines fêtes juives. Un certain nombre de pratiques chrétiennes ont été adoptées comme une évidence. Acquérir des connaissances juives à partir des livres était difficile en Espagne, mais pas impossible, grâce aux hébraïstes espagnols ». 

### La communauté dans les années 1630

#### Vie sociale

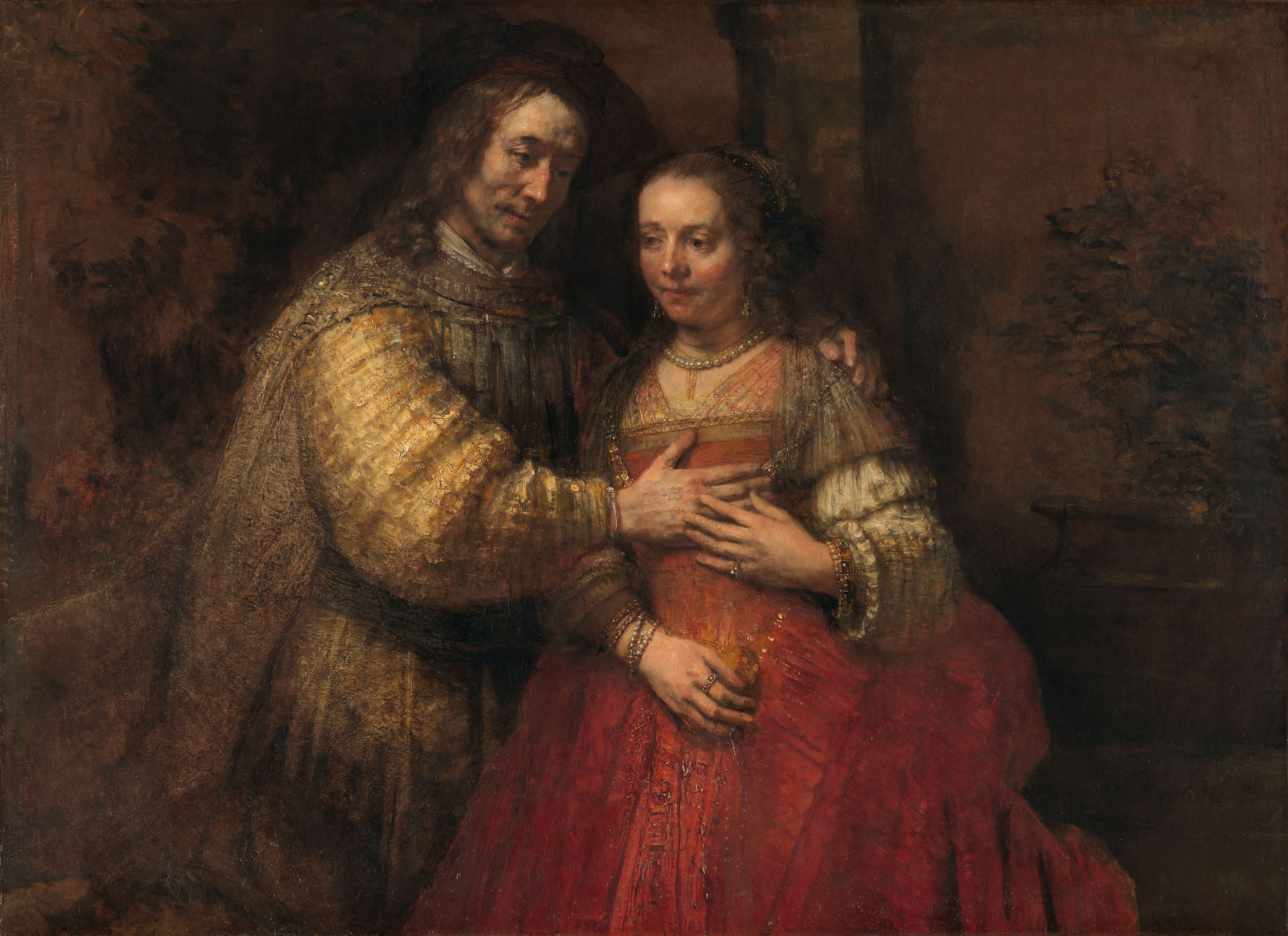
Portrait putatif de Miguel de Barrios et son épouse Abigail, par Rembrandt : La fiancée juive (v. 1667)

Les cryptos-juifs néerlandais vont progressivement retrouver les racines de leur identité et seront ainsi empreints de culture juive comme de culture générale. Ils parlent portugais ou espagnol mais pratiquent aussi le néerlandais. 
Même si les Juifs néerlandais mènent une vie relativement repliée sur eux-mêmes, ils noueront cependant de sincères relations avec la société chrétienne environnante.

#### Situation financière
La situation financière de la communauté est dans son ensemble bonne et les Juifs néerlandais sont alors considérés par leurs frères de diaspora comme une riche communauté. Cette aisance financière perdurera jusqu'au XVIIIe siècle. 
Des documents répertoriant les fonds personnels de certains parmi les Juifs néerlandais de l'époque ont été préservés jusqu'à nos jours.

#### Arrivée des Juifs ashkénazes

##### Origine des immigrants

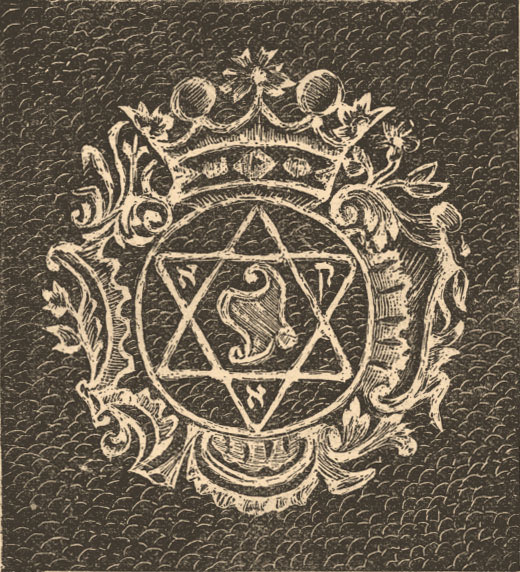
Armoiries de la communauté ashkénaze d'Amsterdam

Les années 1630 sont marquées par l'immigration de Juifs ashkénazes, sans doute originaires du sud ou de l'ouest de l'Allemagne - le premier rabbin de cette toute jeune communauté étant natif de Francfort-sur-le-Main. On trouvait également aux Pays-Bas, jusqu'à la Shoah, de nombreuses traces liturgiques et traditionnelles, typiques des communautés juives allemandes ; entre autres les règles relatives à l'institution de la synagogue étaient identiques à celles d'Allemagne.
La communauté ashkénaze des Pays-Bas, réduite de par le nombre de ses membres et sans moyens, se compose uniquement de Juifs immigrés.
Progressivement ces derniers seront rejoints par d'autres Juifs ashkénazes originaires de différents pays d'Europe.

##### Relations avec la communauté séfarade
Les relations entre la communauté juive espagnole, aisée et cultivée, et la très modeste communauté ashkénaze ne sont alors pas toujours des plus faciles. Les Juifs espagnols regardent alors avec un certain mépris les pauvres Ashkénazes non instruits, qui eux-mêmes ont du mal à se retrouver dans le mode de vie de leurs frères retournés récemment au judaïsme.
C'est dans les années 1670 que la communauté ashkénaze rejoint en nombre (2 500 personnes environ) la communauté séfarade. Les Ashkénazes deviennent largement majoritaires dès le XVIIIe siècle (90 % en 1780 et 94 % au début du XXe siècle).

## La communauté des années 1650 jusqu'auXVIIIesiècle

### Immigration d'Europe orientale

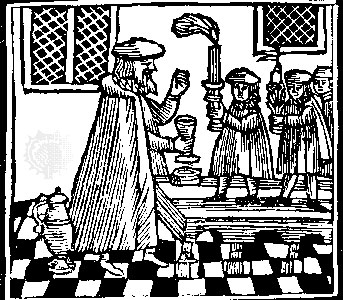
Cérémonie de la havdalah, Amsterdam (1662)

Les persécutions et les pogroms perpétrés en Pologne et en Lituanie dans les années 1650 engendrent une grande vague d'immigration de Juifs d'Europe orientale vers les Provinces-Unies, et principalement à Amsterdam. Ces réfugiés fuient la guerre de trente ans (1618-1648) et en particulier les pogroms de 1648-1649 perpétrés lors du soulèvement de Khmelnytsky.
Parmi eux, on compte de prestigieux rabbins tels que Moshé Ravkash, l'auteur du livre de Halakha, Le puits de la Dispersion.

### Intégration d'une nouvelle communauté
Au sein de la communauté ashkénaze déjà installée, ce nouvel exode ne se fait pas sans accrocs. Les raisons qui rendent alors  cette rencontre épineuse ne relèvent pas tant des différences relatives aux domaines religieux ou liturgique que des écarts dans le mode de vie et le comportement, les uns, pour les premiers venus, ayant par exemple déjà adopté le néerlandais comme moyen de communication, alors que les autres, Polonais et Lituaniens, restent encore fermement accrochés au yiddish. 

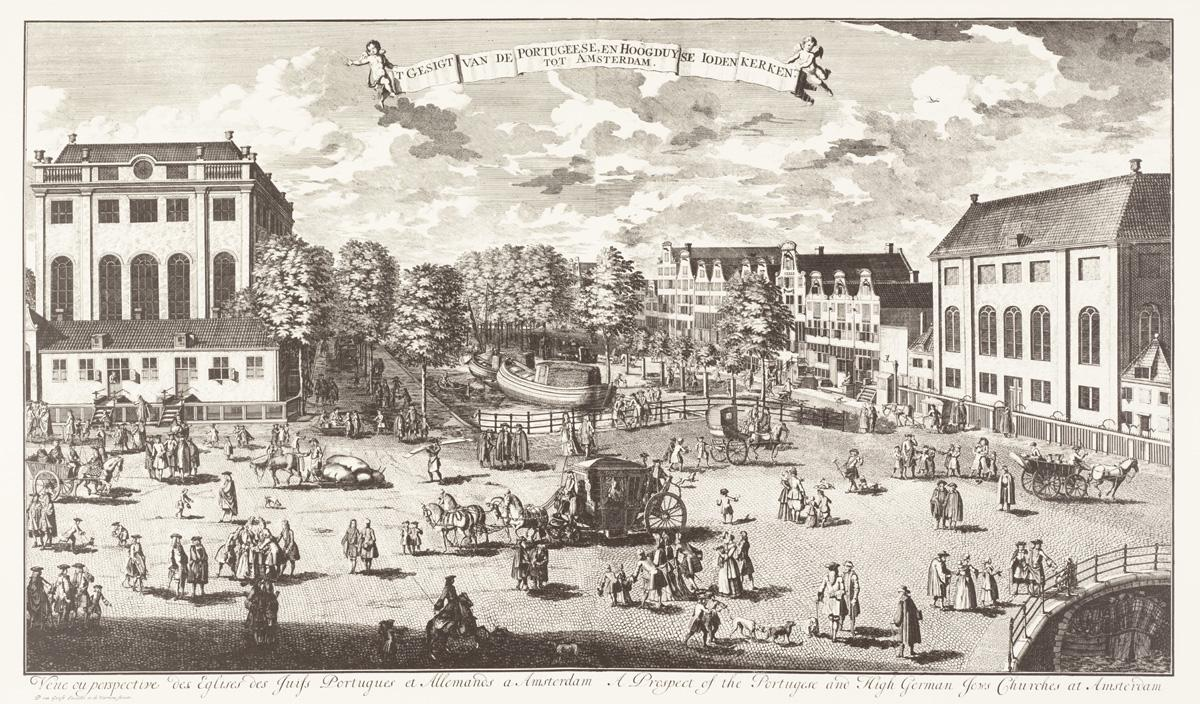
Vue d'une extension entre la synagogue portugaise et la grande synagogue d'Amsterdam

Les Juifs d'Europe orientale pensent même un instant rejoindre et se greffer à la communauté séfarade néerlandaise. En fin de compte, les Juifs orientaux (les « Polaks ») intègreront la communauté juive ashkénaze néerlandaise, jusqu'à ne presque plus distinguer de particularités spécifiques des Juifs polonais ou lituaniens au sein de cette communauté recomposée, si ce n'est en ce qui concerne certains patronymes portés par des membres de la communauté, dont la consonance est révélatrice de leur origine. 
La communauté ashkénaze des Pays-Bas a cependant pour coutume de demander à être dirigée par des rabbins (et grands-rabbins) d'origine polonaise. Il en est de même chez les Juifs d'Allemagne, et ce malgré le coup porté au judaïsme polonais par les récents pogroms.
La communauté ashkénaze néerlandaise augmentant alors, elle devient progressivement majoritaire sur ses coreligionnaires séfarades, et par le nombre de membres qui la composent, et par l'étendue de son influence. 

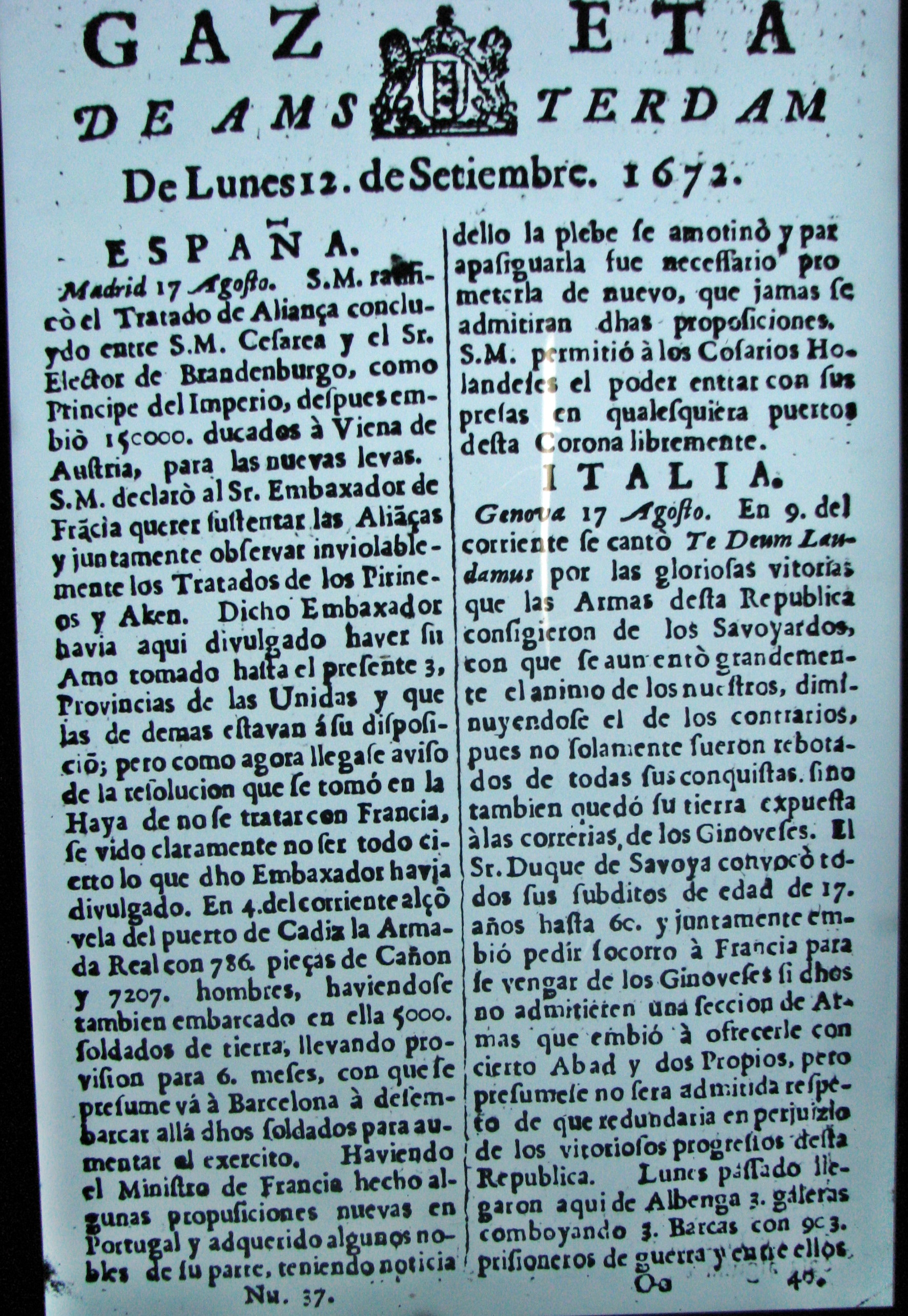
« Gazeta de Amsterdam » de septembre 1672

### Publications
La « Gazeta de Amsterdam » voit le jour dans les années 1670, dirigée par David de Castro Tartaas. C'est le premier journal rédigé en espagnol afin de toucher la diaspora des juifs séfarades implantée aux Provinces-Unies mais aussi à Curaçao, Livourne ou Bayonne. La plupart des textes sont en ladino, la langue véhiculaire dérivée du vieux castillan des sépharades installés à Amsterdam et ailleurs. 
Cette publication présente une analyse des actualités politiques, économiques ou militaires de l'Europe et de l'Atlantique ; elle informe avec une diffusion à grande échelle de ce qui se passe à l'époque à Madrid comme à Gênes aux descendants des expulsés d'Espagne, quelque 180 ans après les faits, qui ont conservé l'usage de la langue de leurs ancêtres. Elle évite toute information ou allusion à la religion juive pour ne pas mettre en difficulté ses lecteurs en Espagne et au Portugal où l'Inquisition est aux aguets.
A Amsterdam encore, est publié le premier journal en yiddish en 1686-1687, intitulé « Courant Dinstagisa und Friitagisa » ("דינסטאגישע אונד פרייטאגישע קוראנט").
Par ailleurs, des ouvrages sont édités en hébreu, latin et espagnol.

## AuXVIIIesiècle

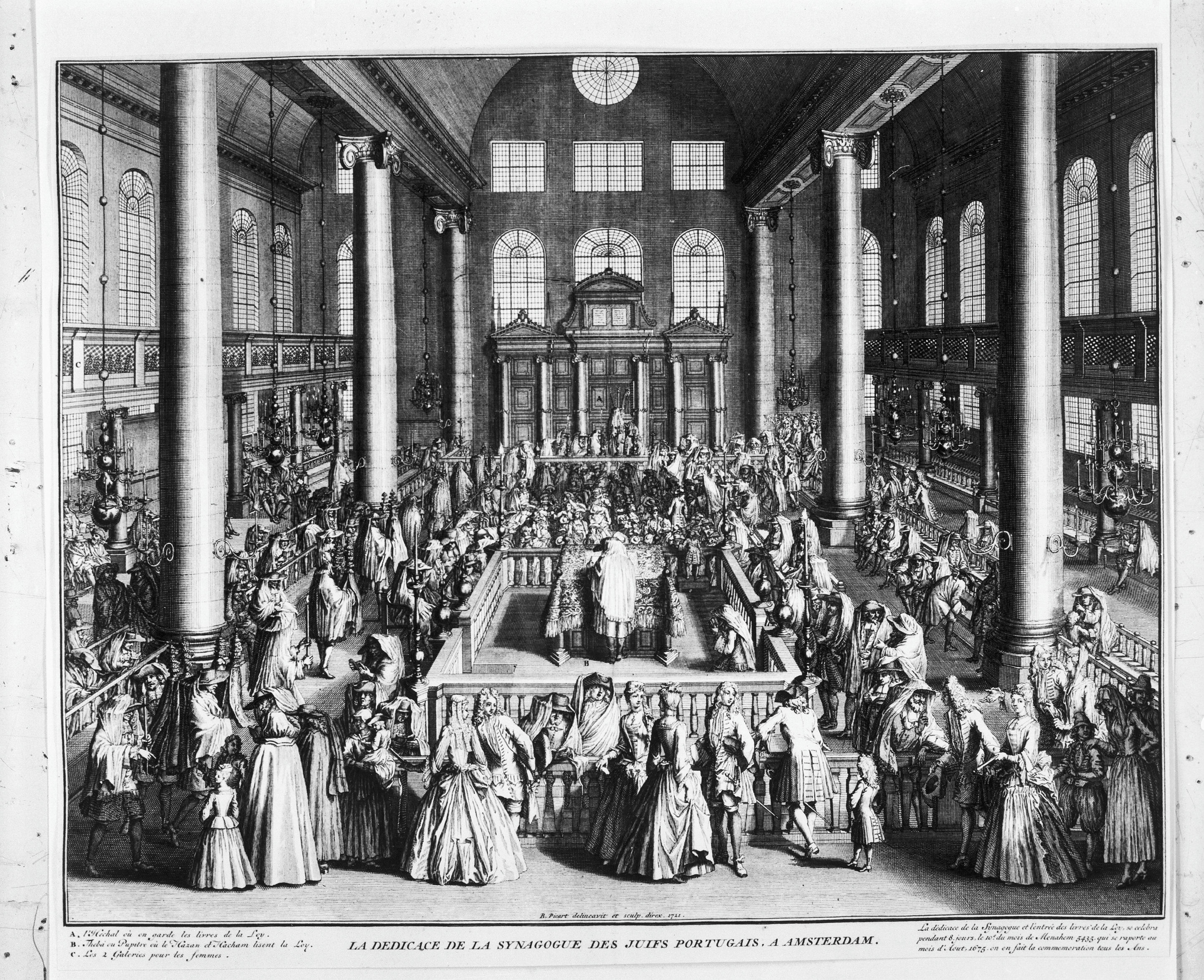
Dédicace de la synagogue des Juifs portugais à Amsterdam (1675)

### Une communauté de renom
Au XVIIIe siècle, les Juifs néerlandais sont considérés aux yeux de la diaspora comme les Juifs les plus aisés, pouvant parfois user de leur influence politique[réf. nécessaire], comme ce fut le cas pour défendre la cause des Juifs de Prague et mettre un terme au décret visant à leur expulsion[réf. nécessaire]. Certains parmi les rabbins séfarades qualifient la communauté juive des Provinces-Unies de Ville et mère pour Israël . 
Ce pays devient une place visitée par de nombreuses figures du judaïsme ashkénaze, tels que Ramhatz, le rabbin Solomon Dubno, le Hida et bien d'autres. 
Du fait de la création intense d'œuvres littéraires juives au XVIIIe siècle aux Provinces-Unies, le pays devient également un centre névralgique de l'imprimerie en hébreu pour les communautés juives de la diaspora.

### Les Provinces-Unies, un pays où il fait bon vivre

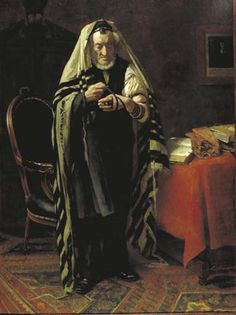
La Prière du matin de mon père, E. Frankfort (av. 1920)

Aux yeux des Juifs qui vivaient jusqu'alors sous l'oppression économique et politique de l'Europe orientale et de la Pologne en particulier, les Provinces-Unies et la ville d'Amsterdam représentent un tout autre alléchant cadre de vie[pas clair]. Quant aux Juifs originaires de Turquie ou d'Afrique du nord, les Provinces-Unies deviennent pour eux l'endroit où peuvent être réunis les fonds nécessaires à l'imprimerie de livres saints, ainsi qu'au financement de yeshivot. Les Provinces-Unies sont vues aussi comme le lieu privilégié des échanges d'idées entre judaïsme séfarade et judaïsme ashkénaze.
Pour les Juifs, les Provinces-Unies sont le pays où l'on circule et vit sans craintes, et où les Juifs peuvent se sentir chez eux ; d'où l'appellation par certains donnée à la ville d'Amsterdam de « petite Jérusalem ».
Malgré sa majorité numérique, la communauté ashkénaze néerlandaise n'atteindra jamais le niveau de richesse que connaissent les Juifs séfarades.

### Relations avec l'environnement chrétien
Cependant les Juifs des Provinces-Unies ne jouissent pas encore de l'égalité des droits, droits qui leur sont limités. En revanche, ils sont  assurés de leur sécurité physique, et les non-Juifs néerlandais font preuve à l'époque de plus de tolérance que leurs coreligionnaires européens. 
On garde d'ailleurs la trace de rencontres entre  intellectuels néerlandais juifs et non juifs et de théologiens chrétiens qui, intéressés par la littérature talmudique, ont eu recours aux services pédagogiques de certains Juifs. 
En 1676, Isaac Abendana, un Juif séférade professeur de rabbinat, finit à Cambridge, sa traduction en latin de l'intégralité de la Mishna. Celle-ci ne sera cependant jamais publiée. Quelques années plus tard, un chrétien, Guilielmus Surenhusius, publie à Amsterdam sa propre traduction de la Mishna, en six volumes, de 1698 à 1703. 

## Émancipation et intégration, jusqu'à la veille de la Shoah

### Bouleversements cruciaux

#### Première approche

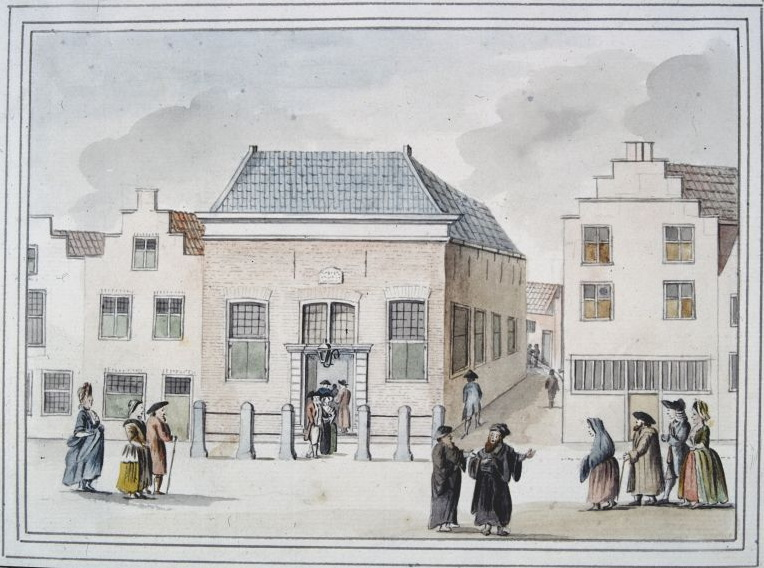
(nl) Synagogue de Leiden dessinée par Jacob Timmermans (1787)

Avec l'invasion des Provinces-Unies par la France à la fin du XVIIIe siècle, la situation économique du peuple néerlandais, et parmi eux les Juifs, connait une considérable régression. 
En parallèle, de nouvelles idées venues de France soufflent en direction de la communauté juive néerlandaise, et on parle désormais d'égalité entre les Hommes, d'égalité des Droits, de fraternité et d'intégration à la vie spirituelle et économique des Provinces-Unies.

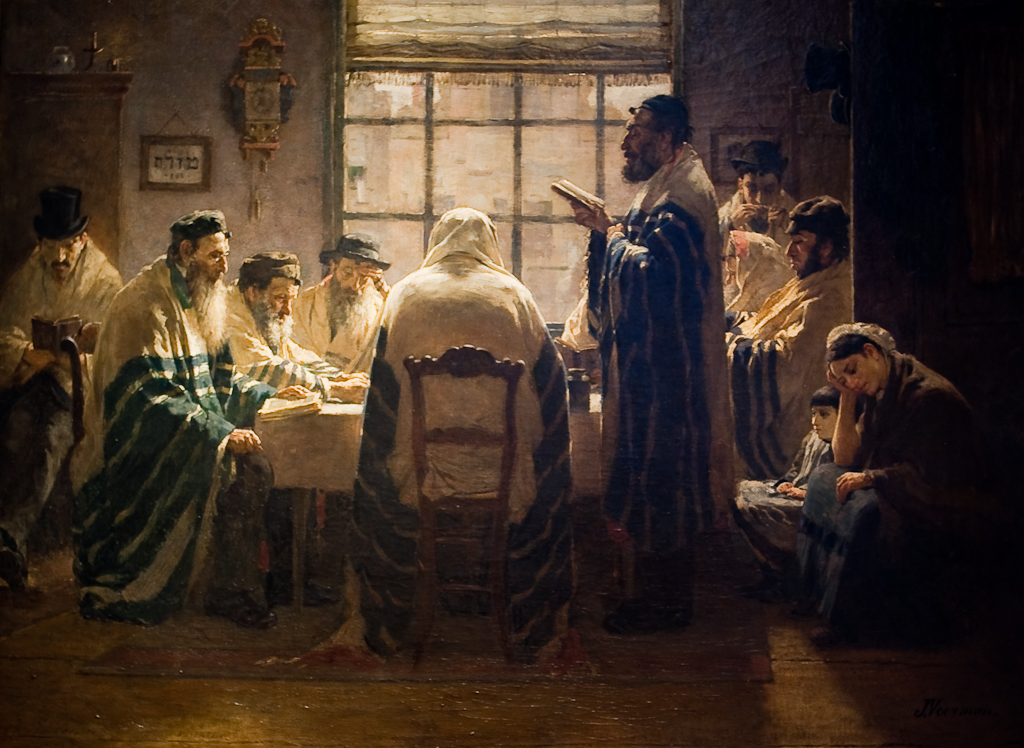
Les Journées de deuil, (nl) John Carter (v. 1884)

#### Intégration difficile

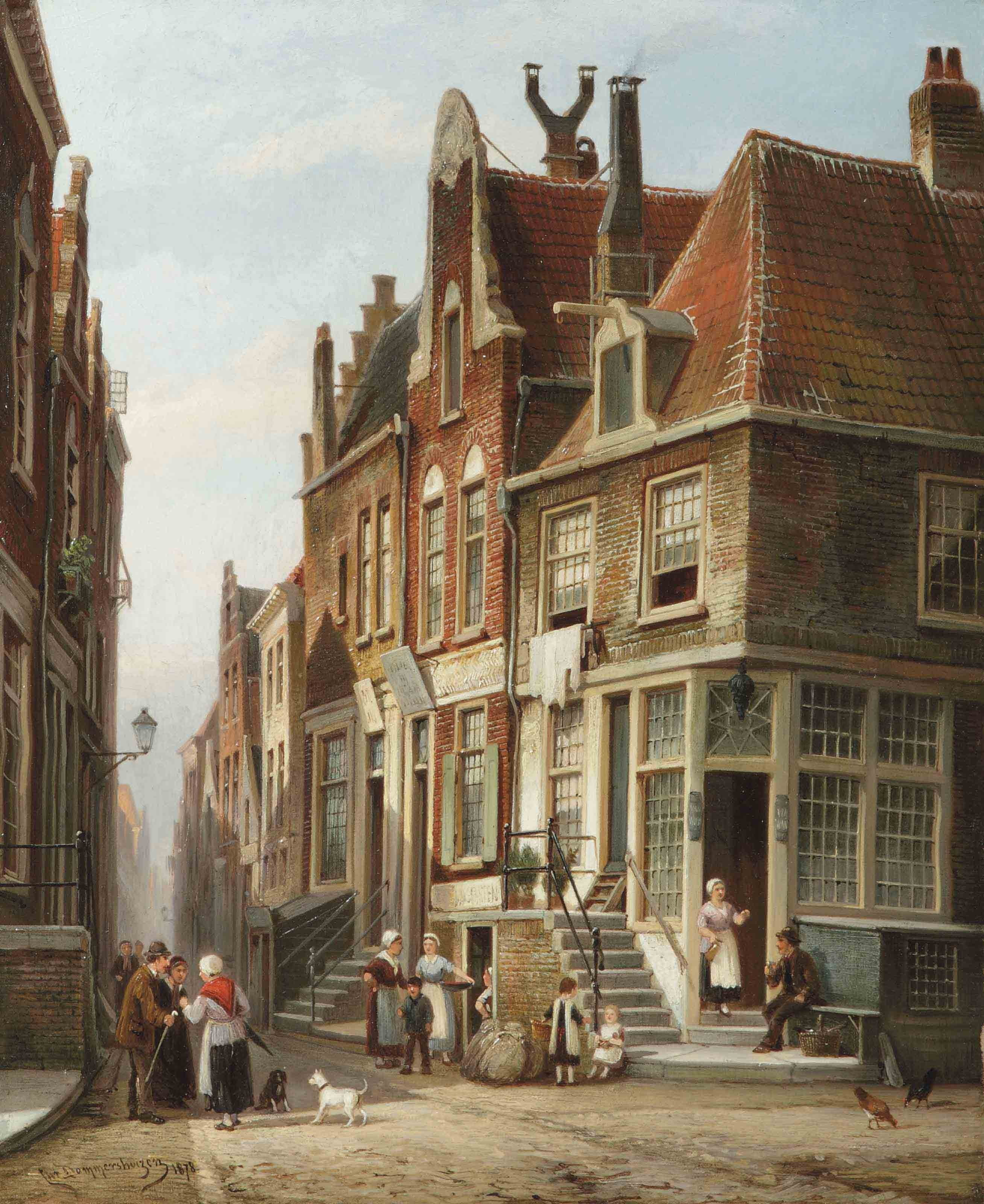
Le quartier juif d'Amsterdam par Cornelis Christiaan Dommersen (1878)

Les Juifs néerlandais ayant obtenu finalement leurs droits, ces derniers ne leur seront plus jamais retirés, même après le retrait de la France des frontières néerlandaises et la chute de Napoléon. Ils sont d'un coup intégrés au sein de la communauté néerlandaise et doivent par conséquent réformer l'organisation interne de la communauté au vu des lois néerlandaises de l'époque. Mais ce n'est que progressivement que la mentalité des Juifs néerlandais s'adaptera à ce nouveau statut de vie. Et même si l'accès aux études universitaires leur est intégralement ouvert, même si l'obtention de la totalité des droits civiques leur est accordée avant tout autre pays européen, pour le commun des membres de la communauté, l'intégration ne s'effectuera que par étapes. Peu parmi les Juifs néerlandais sont ceux qui exploiteront de fait leur droit sur l'ouverture aux études supérieures. 
Leur intégration sera la plus lente parmi l'intégration des communautés juives européennes, pour cette communauté qui paradoxalement aura été la première à accéder à la pleine égalité sociale en Europe occidentale.
À l'image de cette laborieuse intégration, le deutsh-teitsh (patois néerlando-yiddish) sera parlé aux Pays-Bas  jusqu'au XIXe siècle, et pour certaines régions jusqu'à la fin du même siècle. On mentionne, jusqu'au XIXe siècle encore, une pointe d'accent et certaines tournures de phrase, caractéristiques des Juifs néerlandais.

#### La communauté

##### Régression spirituelle

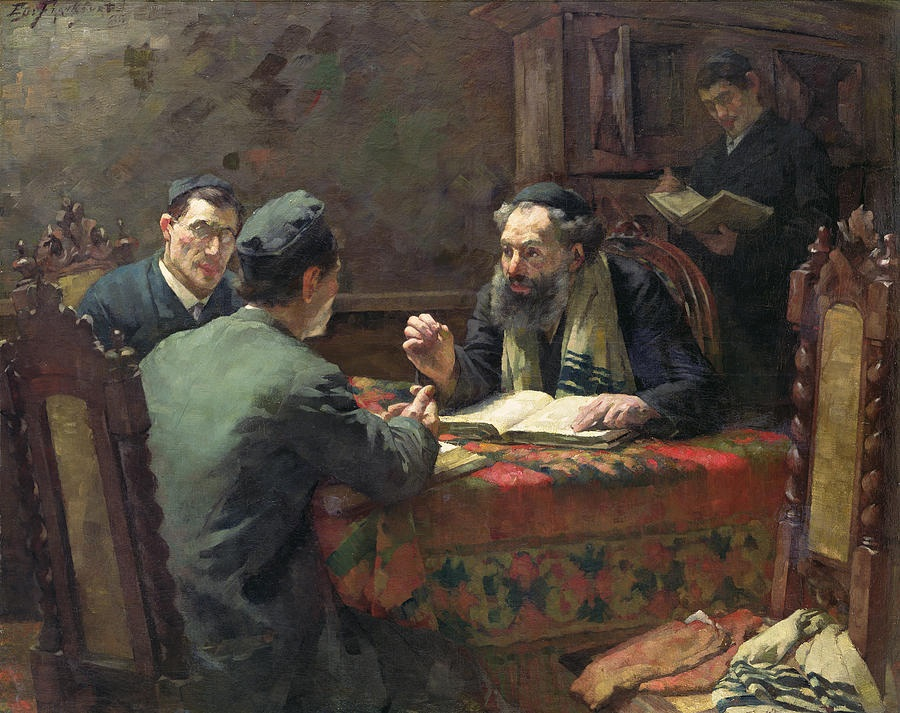
Débat théologique, E. Frankfort (v. 1900)

La nouvelle situation politique que connaissent les Pays-Bas au XIXe siècle engendre l'extinction progressive des Pays-Bas comme centre créatif du judaïsme. Les relations entretenues avec les autres communautés de Diaspora se raréfient, les Juifs néerlandais s'isolent progressivement des autres communautés et on assiste à une baisse considérable des études religieuses et du respect des mitzvot - le tout s'accompagnant d'une intégration certaine à la société néerlandaise. 

##### Organisation interne
Les Juifs séfarades et ashkénazes tentent de se réunir, au moment de l'invasion française, sous l'égide de la Neue Kéhila (la « Nouvelle Communauté »), mais cette nouvelle forme d'organisation ne durera qu'un temps. 
La communauté fonctionnera principalement autour de deux sous-communautés, l'une ashkénaze, l'autre séfarade, avec deux rabbins et deux tribunaux rabbiniques. 
Par contre, les services concernant l'abattage rituel et la cacherouth sont communs aux deux communautés. On assiste à la multiplication des mariages entre Juifs séfarades et ashkénazes durant ce même XIXe.
La communauté se compose alors d'une majorité prolétarienne, la plus importante parmi les Juifs d'Europe occidentale. Sur les 150 000 Juifs résidant aux Pays-Bas à la veille de la Shoah, moins de 10 % sont d'origine séfarades. Très nombreux sont ceux qui adhèrent alors aux idées du socialisme . On compte d'ailleurs parmi les dirigeants néerlandais de ces dernières quelques personnalités de confession juive, tel que David Wijnkoop, fils du juge et rabbin Joseph Wijnkoop, lui-même pédagogue et linguiste renommé.
On compte en outre un nombre important de Juifs dans les services policiers néerlandais, la principale activité professionnelle de l'époque chez les Juifs restant la taille et le commerce du diamant quand d'autres restent colporteurs et fripiers. 
Par ailleurs, les Juifs néerlandais recueillent des fonds envoyés en Palestine pour y améliorer les conditions de vie misérables de leurs coreligionnaires ou participer à l'achat de terres.

##### Société des sciences juives

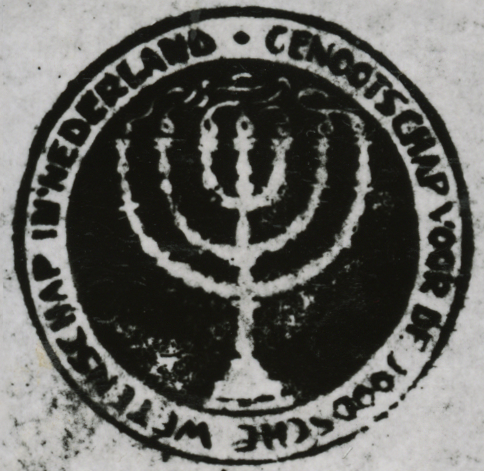
Tampon de la Société des sciences juives aux Pays-Bas

Fondée en Allemagne en 1819, la Wissenschaft der Juden (Société pour la culture et la science juives) cherche à établir une construction du peuple juif en tant que peuple - dans un sens culturel séculier. Elle vise à acculturer les Juifs à leur milieu culturel tout en maintenant un lien avec le judaïsme. Ces objectifs ont été avancés en mettant l’accent sur l’éducation, l’érudition et le développement des études juives en tant que domaine sérieux de recherche scientifique. Cette approche doit également permettre la connaissance et la compréhension des valeurs juives aux non-Juifs. 
Créée en 1919, la Society of Jewish Science aux Pays-Bas a été la première organisation aux Pays-Bas à se consacrer à la mission de Wissenschaft - bien qu’elle ait fait progresser la mission dans un contexte néerlandais au lieu d’un contexte allemand. Au cours de ses premières années, la Société a organisé des événements, participé à la création du Musée historique juif, organisé des colloques et donné accès à une bibliothèque. Pourtant, ces activités sont interrompues avec la montée du nazisme. Cinquante membres de la Société sont tués pendant la guerre et les archives et les collections de l’organisation sont détruites. 
En 1950, la Société est rétablie ; elle reste active à ce jour en tant que centre d'érudition juive aux Pays-Bas.

#### Nouvelles vagues d'immigration juive

##### Fin duXIXesiècle
Dans les années 1880, une petite vague d'immigrants juifs venus de Russie et Lituanie s'installent aux Pays-Bas, fuyant les pogroms fomentés contre eux dans leur pays d'origine. Un premier temps, ils tentent de constituer une communauté indépendante mais très rapidement, intègrent la communauté ashkénaze déjà sur place. Existent cependant deux synagogues aux Pays-Bas de rite lituanien. 

##### La Première Guerre mondiale
Lors de la Première Guerre mondiale, de nombreux Juifs originaires de Galicie, Hongrie et Pologne viennent séjourner aux Pays-Bas. À l'issue de la guerre, ces derniers émigreront en très grande partie vers la Belgique, laissant derrière eux une minorité qui restera partie intégrante de la communauté néerlandaise ashkénaze. 
On estime alors à 2 000 le nombre de réfugiés d'Europe centrale et orientale parmi les 70 000 Juifs d'Amsterdam.

##### Montée du nazisme
Avec la montée d'Hitler au pouvoir, des milliers de Juifs allemands et polonais fuyant le nazisme viennent trouver refuge aux Pays-Bas, et principalement à Amsterdam. On estime leur nombre à une vingtaine de milliers, et parmi eux de célèbres personnalités du monde de l'art et des affaires.
Ces immigrants fraichement arrivés n'auront d'autres représentants de leurs intérêts que quelques corporations  professionnelles, et toutes dans le domaine du diamant.

## La Shoah

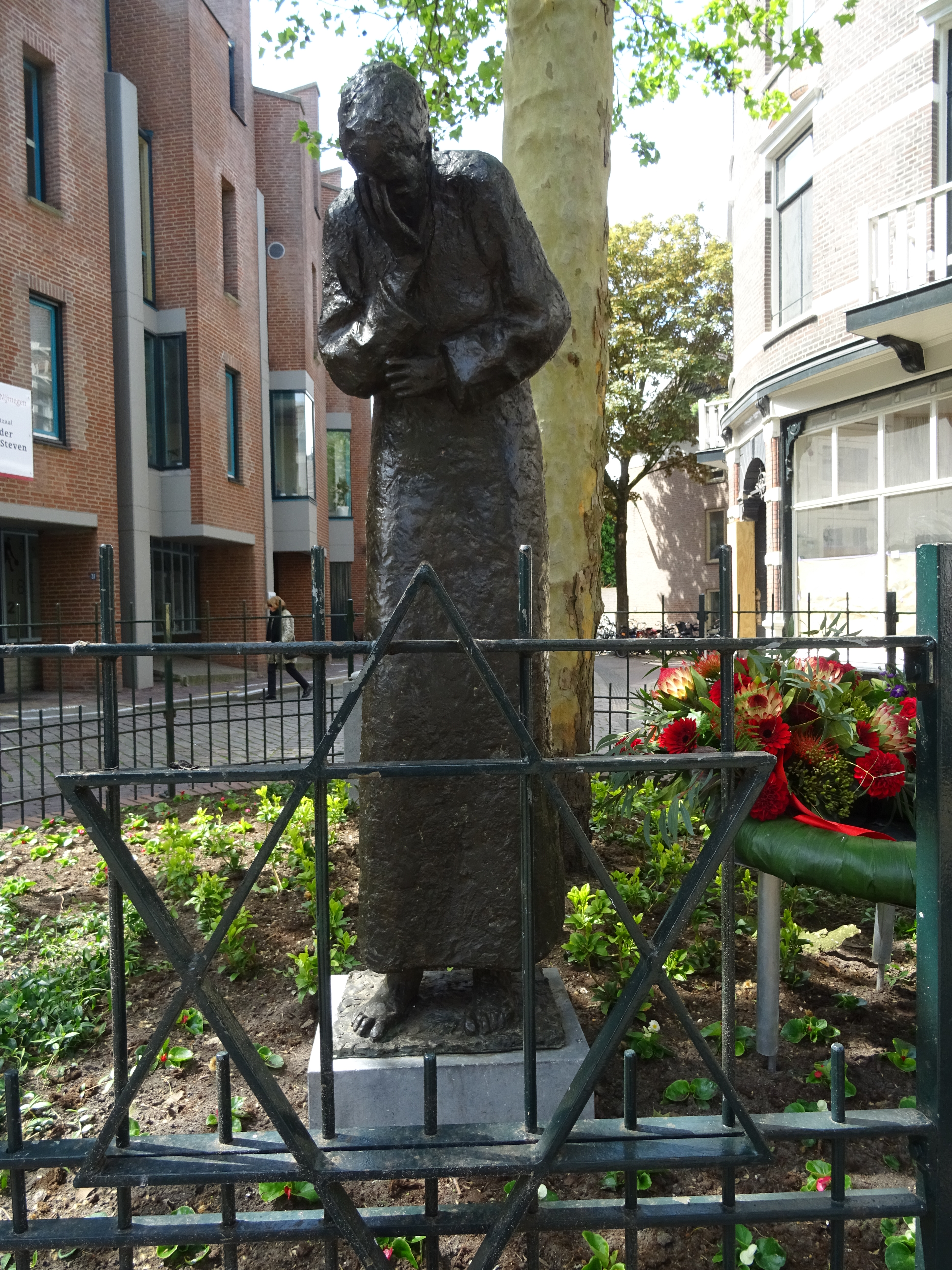
Bronze commémoratif de Paul de Swaaf (1995)

Les mesures antisémites entrent en vigueur aux Pays-Bas, pour se multiplier à une cadence toujours plus soutenue ; restrictions, condamnations à mort de personnalités choisies parmi les rabbins et hommes d'affaires juifs et expulsions, dans un premier temps, vers des camps d'internement.
S'ensuivent la mise en place du Judenrat, l'enregistrement de la population juive néerlandaise, le port de l'étoile jaune, l'expulsion des Juifs de leur appartement pour intégrer les rues du ghetto créé par les Allemands, arrestations, pour la plupart nocturnes, et début des déportations massives vers l'extermination. Internés tout d'abord au camp d'internement de Westerbork aux Pays-Bas, les Juifs seront envoyés en masse vers les camps de la mort en Pologne et Biélorussie.  « Le camp de Westerbork avait été fondé à l’origine en 1939 par le gouvernement néerlandais comme camp de détention dans une zone rurale reculée du pays pour accueillir moins de 2 000 réfugiés juifs qui avaient fui l’Allemagne ».
En 1944, la ville d'Amsterdam est quasiment vidée de ses Juifs.

### Invasion allemande et premières mesures

#### Mai 1940
Avec l'entrée des armées allemandes aux Pays-Bas le 9 mai 1940 et la capitulation de l'armée néerlandaise quatre jours plus tard, l'inquiétude s'empare de la communauté ; nombreux sont ceux, parmi les membres de la communauté, qui tentent de fuir vers l'Angleterre et l'on enregistre à la même période des dizaines de suicides parmi les Juifs des Pays-Bas.

#### Septembre 1940

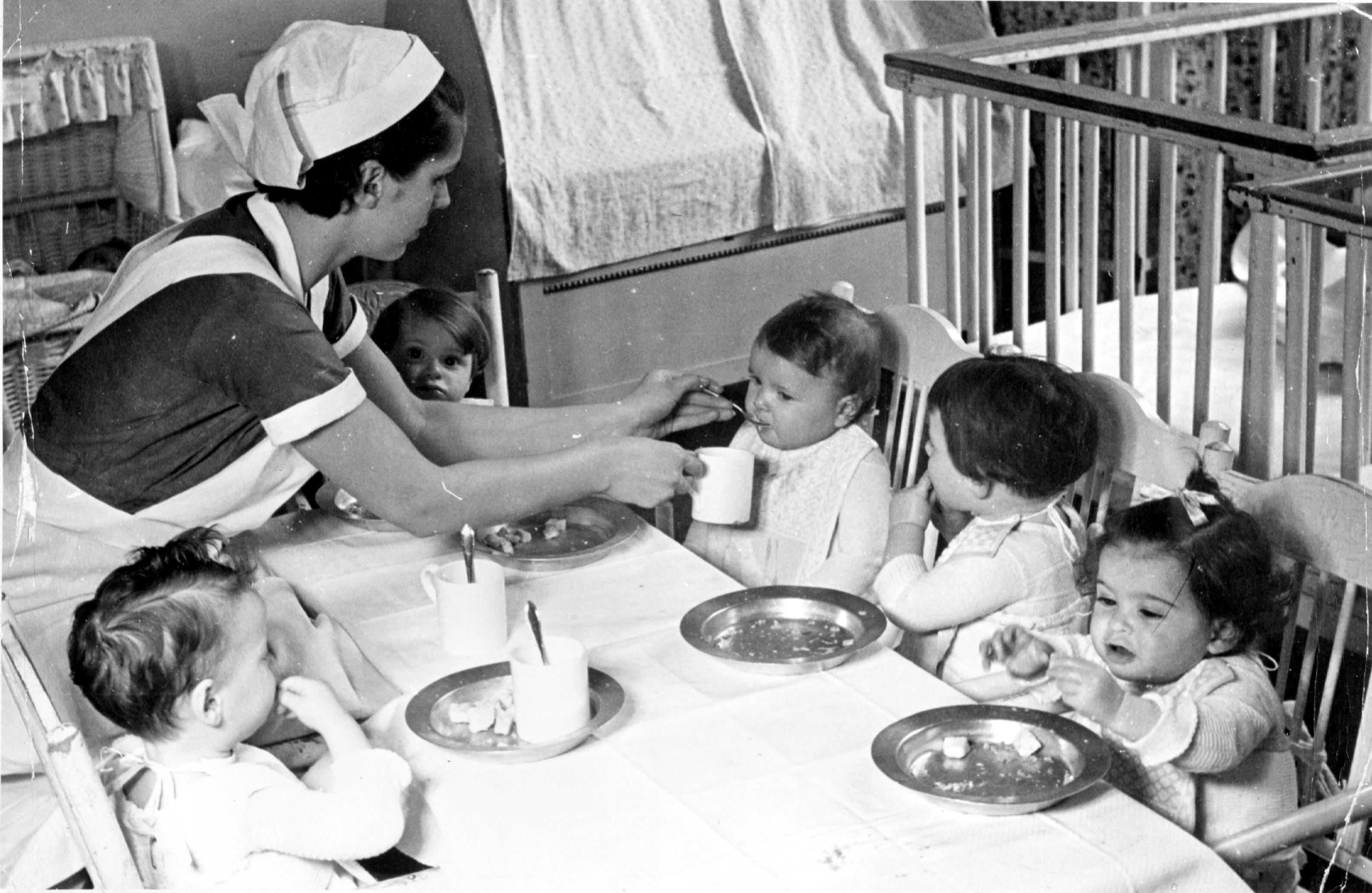
Crèche juive de Plantage Middenlaan à Amsterdam (v. 1940)

En septembre 1940, les premières lois antijuives entrent en vigueur aux Pays-Bas. C'est ainsi que tous les journaux juifs se voient interdits d'édition et il n'est permis qu'à un seul hebdomadaire de paraître, le Het Joodse Weekblad, fondé après l'invasion allemande et mis sous la responsabilité de Jack de Leon, jeune sioniste de la mouvance révisionniste.

#### Fin 1940
Les Allemands imposent aux autorités néerlandaises de ne plus nommer de Juifs dans le domaine de la politique et le fonctionnariat. Quelques jours plus tard tous les fonctionnaires néerlandais se devront de remplir un formulaire témoignant de leur religion ; ordre duquel très peu s'esquiveront. Le 4 novembre, tous les fonctionnaires juifs sont "mis en disponibilité". Ces derniers se verront attribuer par les Pays-Bas une maigre pension. On compte parmi eux le président du tribunal suprême, Ludvik Ernst Wisser.
Dans les villes de Delft et Leiden les universitaires néerlandais se mettent en grève en protestation contre le renvoi de leurs conférenciers juifs. Peu de temps après, les autorités feront fermer ces deux universités. Une fois les services publics "vidés" de leurs Juifs, le 22 octobre 1940, une loi impose à tous les propriétaires de commerces ou d'entreprises juifs de déclarer leur bien. 20 690 entreprises sont enregistrées, dont la majorité sont des commerces. Ce nombre est révélateur du pourcentage relativement important de familles juives modestes à cette époque.

#### 1941

##### Statut des Juifs néerlandais
Le 10 janvier 1941 tous les Juifs, sous-entendu tout individu ayant au moins un de ses grands-parents né juif, sont assignés à se faire déclarer. Les Allemands seront eux-mêmes étonnés du fort pourcentage de Juifs qui répondirent à l'ordre. 159 806 personnes se font recenser dont 140 245 nés de père et de mère juifs.

##### Réaction des Juifs
De par ces mesures, les Juifs seront alors fixés sur les véritables intentions des Allemands en ce qui les concerne. En conséquence, les Juifs décident de créer une nouvelle autorité représentante, à la tête de laquelle siègeront parmi les plus illustres personnalités de la communauté, et donc les plus aptes à gérer leurs intérêts. Les trois communautés des Pays-Bas (séfarade, ashkénaze et libérale) décident pour l'occasion de se réunir au sein de ce nouveau conseil qui verra le jour en décembre 1940, et à la tête duquel siègeront Ludvik Wisser et David Cohen. Baptisé Joodse Coordinatie Commissie, ce dernier se fixe alors comme mission de couvrir les membres de la communauté avant tout sur les plans psychologique, financier et culturel.

##### Réaction des non-Juifs
Début 1941, les partisans du parti national-socialiste néerlandais organisent différentes manifestations dans les plus grandes villes du pays, dont la plus importante est prévue à Amsterdam. C'est d'ailleurs à Amsterdam que la manifestation prendra un tournant plus que fâcheux ; introduits dans le quartier juif de la ville, les manifestants saccagent alors de nombreux magasins appartenant à des Juifs, et plusieurs restaurateurs se voient menacés physiquement d'oser accepter quelque client juif.

##### Création duJudenrat
Le 11 février 1941, un soldat allemand est tué lors d'une manœuvre. En réaction, les Allemands délimitent physiquement le quartier juif d'Amsterdam. Par sommation des autorités allemandes, l'ensemble de la communauté juive néerlandaise devra désormais s'organiser autour d'un unique corps représentatif pour tout contact avec les Allemands. On réquisitionne par la même occasion les armes en possession des Juifs, lesquelles seront déposées auprès des services de la police néerlandaise. Et c'est sous la direction d'Abraham Asher et de David Cohen que le Conseil juif d'Amsterdam voit le jour. Les membres représentatifs de la communauté tiendront première séance le 13 février 1941.

##### Premières arrestations

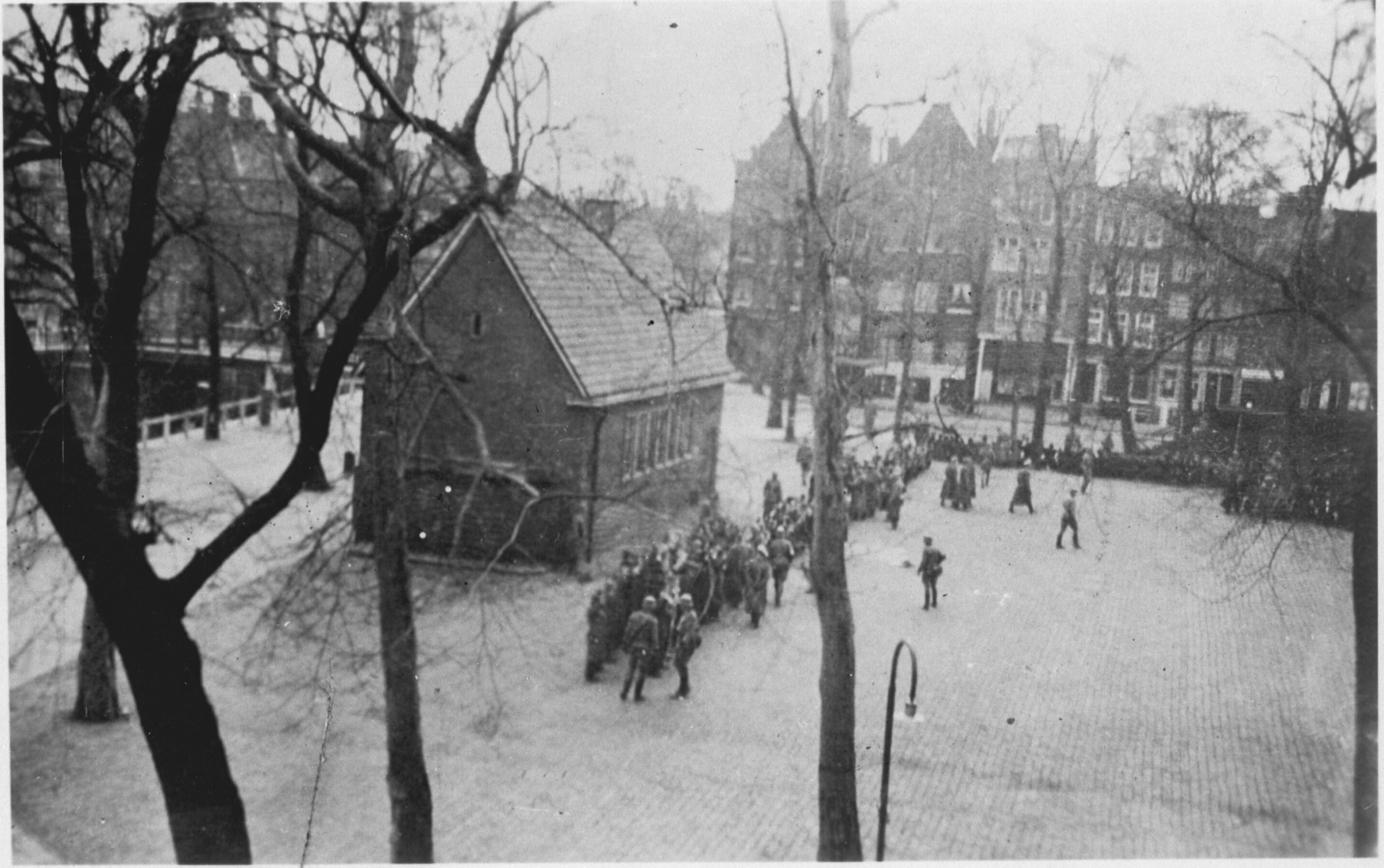
Rafle de 427 Juifs (de 20 et 35 ans) au square Jonas Daniël Meijer à Amsterdam, emmenés au camp de Schoorl (puis à Buchenwald) (samedi 22 février 1941)

Le 19 février 1941, à la suite d'une altercation militaire ayant eu lieu le jour même, la police allemande pénètre dans un café d'Amsterdam, connu pour être fréquenté par une très nombreuse clientèle juive. Préparé à une telle éventualité, le propriétaire du lieu, prenant les Allemands pour des pronazis néerlandais, vide en leur direction le contenu d'une bombe de protection. Le samedi 22 février, le couvre-feu est imposé dans le quartier juif d'Amsterdam (Jodenbuurt), une colonne de camions allemands est apparue près de Waterlooplein ; la zone est complètement fermée. et 389 jeunes hommes juifs sont arrêtés et rassemblés sur la Jonas Daniël Meijerplein puis déportés au camp de Buchenwald, ce qui entraine une grève générale des travailleurs nééerlandais de trois jours à partir du 24 février, les Pays-Bas devenant le premier et le seul pays occupé à organiser une manifestation à l’échelle nationale pour protester contre les persécutions menées à l’encontre des citoyens juifs.  
De nombreux hommes juifs sont également arrêtés le lendemain. Au total, 427 Juifs âgés de vingt à trente-cinq ans ont été emmenés au camp de Schoorl. 
En trois mois, cinquante des déportés perdent la vie, les autres étant transférés au camp de Mauthausen. On ne compte qu'un unique survivant de ce convoi à l'issue de la Shoah. 200 Juifs seront raflés lors d'arrestations qui auront lieu en juin et en septembre 1941, et seront quant à eux directement déportés à Mauthausen. 
On assiste alors à une visible réaction de soutien de la part des communistes néerlandais : une grève de protestation de deux jours est déclenchée par le Parti en février 1941. Le 12 mars, les Allemands annoncent publiquement et très clairement les principales idées de leur politique concernant les Juifs. Désormais les mesures antijuives s'intensifient.

#### Mesures restrictives

##### Domaine social

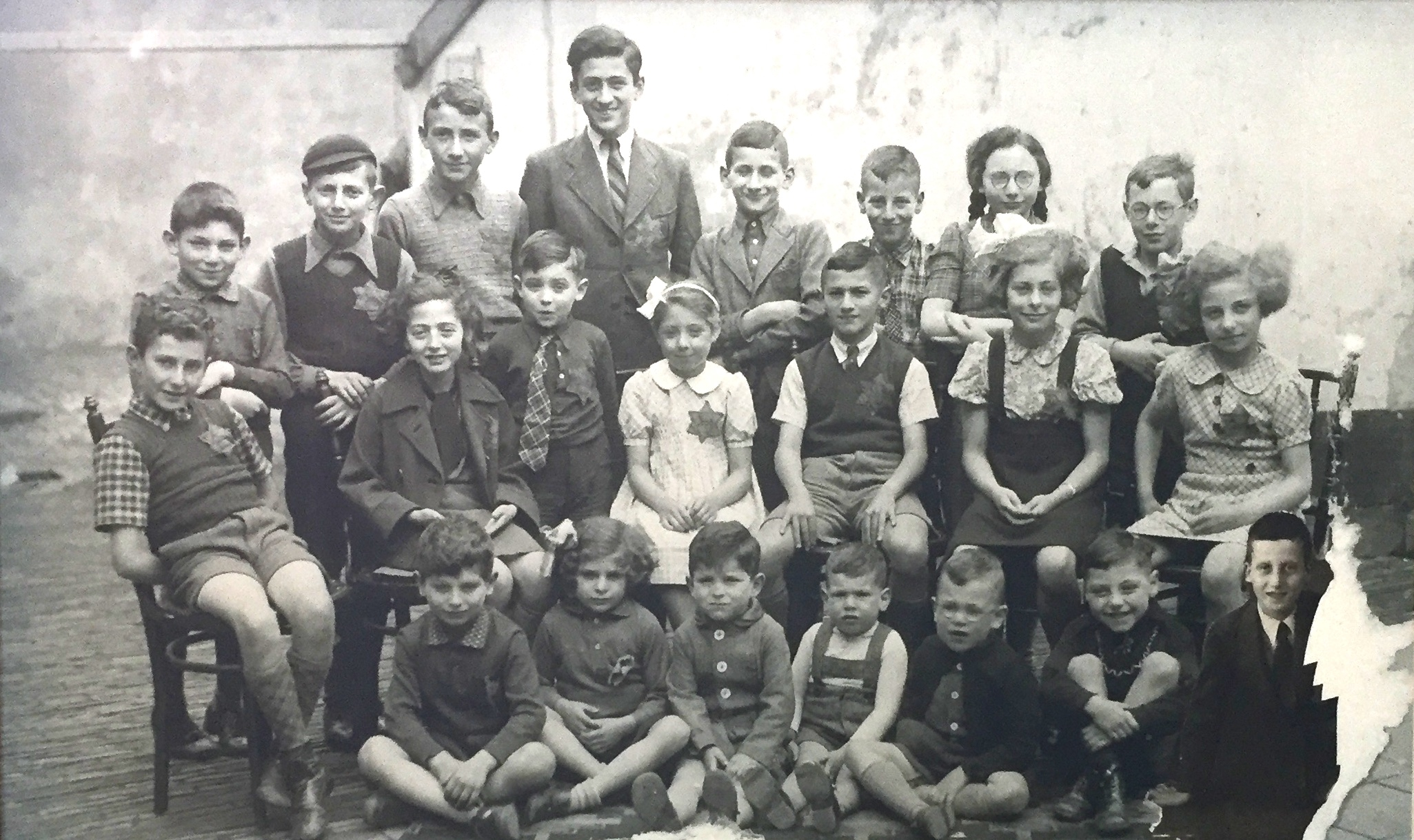
22 enfants juifs dans la cour de la synagogue de Deventer, fêtant le Nouvel an juif en septembre 1942. Tous seront assassinés excepté la petite fille (Felice Polak) à la robe blanche. Leurs noms : Rangée du haut, de gauche : Japie Bos, Jopie van Spiegel, Bram Roos, Jacob Salomons, Heiman Roos, Theo Berg, Jetje de Leeuw, Hartog Spanjar. Deuxième rangée, de gauche : Frits Zwartz, Gertrud Bloch, garçon inconnu, Felice Polak, Ruud Noach,Greta Vrenkel, Reina Bos. Première rangée, de gauche : Sjakie Bos, Mina Frommet (Eva) Bos, Louis Meijer (Jos) Bos, Salo Behr, Bram Behr, Izaak Muller, Isaac Gosschalk. (Etty Hillesum Centrum)

Le but premier de la politique allemande est alors d'isoler au mieux les Juifs de la société néerlandaise. Durant l'été 1941, deviennent entre autres interdites aux Juifs, la fréquentation des instituts nationaux, des parcs, des piscines, des champs de course et des hôtels et l'utilisation des transports publics, à moins d'être muni d'une dérogation spéciale. Le couvre-feu leur est imposé de 20 heures à 6 heures le lendemain, et les achats dans les commerces ne leur sont permis qu'entre 15 heures et 17 heures. 
Le 15 septembre de nouveaux décrets interdisent aux Juifs néerlandais, entre autres, de fréquenter les musées et les bibliothèques et de jouer en bourse. Sont renvoyés aussi les Juifs membres d'organisations à but non lucratif. En contrepartie, des commerces et des hôtels sont mis à la disposition d'une clientèle exclusivement juive.

##### Domaine éducatif
En août 1941, on oblige les écoles à renvoyer tous les enfants juifs de leurs rangs, pour créer de nouvelles institutions exclusivement composées d'écoliers juifs ; loi en vigueur également pour les enfants convertis du judaïsme, et issus de convertis, inscrits dans des écoles chrétiennes privées. Afin d'éviter les cas d'élèves continuant à fréquenter les écoles publiques, les Allemands menacent les parents d'être envoyés à Mauthausen, tristement célèbre aux oreilles de la communauté, pour y avoir perdu certains de leurs membres un an auparavant.
Début 1941, ne peuvent suivre d'études supérieures que les étudiants juifs déjà inscrits en faculté. Mais dès 1942, plus aucun Juif n'est admis parmi les universitaires.

##### Confiscation et pillage des biens
Sont mises alors en place aux Pays-Bas, les bases de l'opération Rosenberg, visant à envoyer pour l'Allemagne les bibliothèques publiques et privées spoliées aux Juifs. Ultérieurement, c'est l'ensemble du mobilier pris dans les appartements qui prendra la route de nombreux foyers allemands. Connu sous le nom de Opération M, le réseau Rosenberg transférera des Pays-Bas le contenu de 17 235 appartements, dont 9 891 rien qu'à Amsterdam, soit 479 726 m² de matériel, et ce en une année.
La population néerlandaise pillera « systématiquement les logements des Juifs dès leur départ ». 
Le 12 mars 1941, la première de quatre ordonnances concernant l'aryanisation des entreprises juives des Pays-Bas est mise en application. Y sont précisées les conditions de passation de l'entreprise des mains des propriétaires juifs aux acquéreurs non-Juifs. En guise de compensation, les Juifs expropriés ne pourront recevoir que 25 % de la valeur de l'entreprise, payable sur une période de deux ans ; paiements qui ne seront jamais exécutés dans leur totalité, du fait de prochaines restrictions interdisant toute transaction financière dont bénéficierait un Juif.

##### Domaine professionnel
Durant leurs deux premières années de présence aux Pays-Bas, les autorités allemandes assurent une relative liberté professionnelle aux Juifs exerçant dans le domaine du diamant. Ayant pour dessein de se rendre maître des revenus de cette activité, les Allemands auront, un premier temps, besoin de l'expérience des industriels et ouvriers du diamant. 175 Juifs néerlandais seront d'ailleurs transférés à Bergen-Belsen durant la guerre, tous exerçant dans le domaine du diamant. En effet, les Allemands avaient alors pour projet de développer à Bergen-Belsen même, l'activité et l'exploitation du diamant. Les Juifs travaillant dans le domaine du prêt-à-porter et du textile, soit la seconde activité professionnelle au sein de la communauté juive néerlandaise, sont quant à eux immédiatement dépossédés de leur principale, voire unique source de subsistance.

##### Biens fonciers
En mai 1941, les 0,9 % des terres néerlandaises appartenant aux Juifs sont confisqués. Plus considérables seront les bénéfices effectués sur l'appropriation des biens fonciers juifs. Sur les 19 000 constructions dérobées dans un premier temps, les Allemands réaliseront un gain de 227 000 000 florins.
En mai 2020, un rapport publié sur la radiodiffusion publique néerlandaise KRO-NCRV, estime la valeur des biens immobiliers appartenant à des Juifs et qui ont été volés pendant la Shoah, à 640 millions de dollars aujourd'hui. Selon le rapport, la plupart des municipalités néerlandaises ont été impliquées dans le vol de biens immobiliers appartenant à des Juifs et sont aujourd'hui ouvertes à l’idée de faire des recherches sur la question.

#### Conseil juif d'Amsterdam
Au départ, le Conseil juif d'Amsterdam représente uniquement la communauté juive d'Amsterdam auprès des autorités allemandes. Par après, les lois antijuives étant applicables à l'ensemble du judaïsme néerlandais, il représentera bientôt l'ensemble de la communauté du pays. Il est composé de très nombreux services internes, puisque la population hollandaise juive se voit privée de son accès à l'ensemble des services publics hollandais. 

##### Information
C'est le Judenrat qui est responsable de l'édition de l'unique journal juif autorisé, le « Het Joodse Weekblad » (l qui peut se traduire par «  'hebdomadaire juif»l), chaque article passant évidemment par la censure des services allemands. Ces derniers s'en serviront afin de rendre publiques, nouvelles lois restrictives et menaces, qui ne seront publiées que dans ce journal. Le journal passera progressivement de 16 pages à sa naissance, à 2 pages uniques.

##### Éducation
L'exclusion des enfants juifs des instituts scolaires oblige également le Judenrat à créer une infrastructure éducative et scolaire pour chacun des différents niveaux d'études.

##### Culture
Sur le plan culturel, le Judenrat monte un orchestre philharmonique qui à 25 reprises présentera différentes œuvres classiques. Deux autres orchestres sont créés, ainsi qu'une troupe de théâtre, au sein de laquelle se produiront bon nombre de célèbres acteurs, connus du public néerlandais dans son ensemble. Il en est de même pour certains comiques, exclus du monde artistique du pays. Comédies musicales et opérettes sont alors très prisées du public juif néerlandais. Le Judenrat met en place également différentes activités sportives, et ce jusqu'à ce que soit interdite la fréquentation des stades et gymnases par les Juifs.
En revanche, les Allemands laissent libre cours aux Juifs dans leurs pratiques religieuses, à part l'abattage rituel des bêtes qui n'est permis que dans les maisons privées et uniquement pour la volaille. En 1940 et 1941, les Allemands permettent même aux Juifs d'importer des cédrats d'Italie en vue de la fête de Soukkot. Même s'il était alors interdit aux Juifs de se réunir à plus de 20 personnes, ces derniers verront leur assemblée à la synagogue respectée.

#### Regroupements humains

##### Camps de travail
Fin 1941, les autorités allemandes annoncent l'ouverture de camps de travail, vers lesquels seront transférés les Juifs sans emplois. Dans l'espoir de conditions de vie plus supportables, un nombre considérable de Juifs, et parmi eux, certains ayant un emploi se portent alors volontaires, et seront transportés vers des camps de travail. On estime à 15 000 personnes le nombre de Juifs ayant répondu à l'appel.

##### Concentration géographique

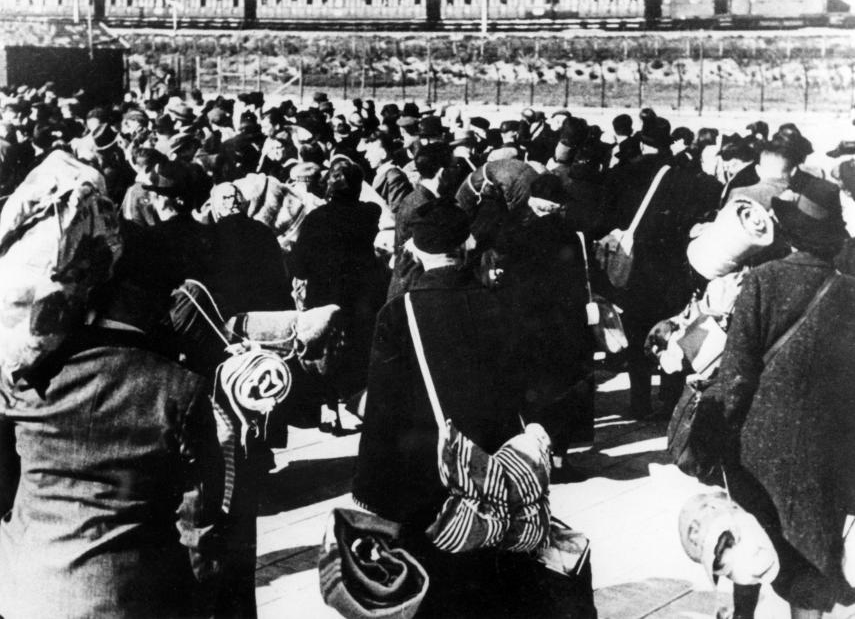
Départ des Juifs d'Amsterdam à Westerbork (1943)

Dans le but d'éviter la dispersion des Juifs dans les différentes régions des Pays-Bas, les Allemands, en vue des futures déportations, concentrent les membres de la communauté en 2 points principaux. Les Juifs néerlandais sont ainsi transférés sur Amsterdam ; le premier arrivage aura lieu le 14 janvier 1942 et concernera la communauté juive de Zaandam. Quant aux Juifs apatrides, ils sont directement internés au camp de Westerbork. Les six premiers mois, ce sont surtout des Juifs habitant la côte qu'on transfère à Amsterdam. 
Un 3e point de concentration juif, outre Amsterdam et Westerbork, est ouvert dans la ville de Vught. En avril 1943, il devient interdit aux Juifs d'habiter toute autre ville qu'Amsterdam. C'est ainsi que les Juifs habitant encore la province néerlandaise seront transférés au camp de concentration de Herzogenbusch.

#### Étoile jaune
Le 29 avril 1942, on annonce qu'à partir du 3 mai de la même année, tous les Juifs de plus de six ans se devront de porter l'étoile jaune. 570 000 étoiles de tissu jaune, certainement confectionnées au ghetto de Lodz, sont en attente d'être distribuées par le Judenrat. Ce dernier dispose de quelques jours seulement jusqu'à la date ultime du port de l'étoile ; la pression allemande s'accentue alors par la menace d'un potentiel départ vers Mauthausen pour tout Juif ne portant pas l'étoile à la date fixée. On assiste alors à de nombreuses manifestations de soutien de la part du peuple néerlandais, s'exprimant entre autres par le port de l'étoile par certains non-Juifs au matin de la dite date[réf. nécessaire]. 

##### Leurres et première déportation

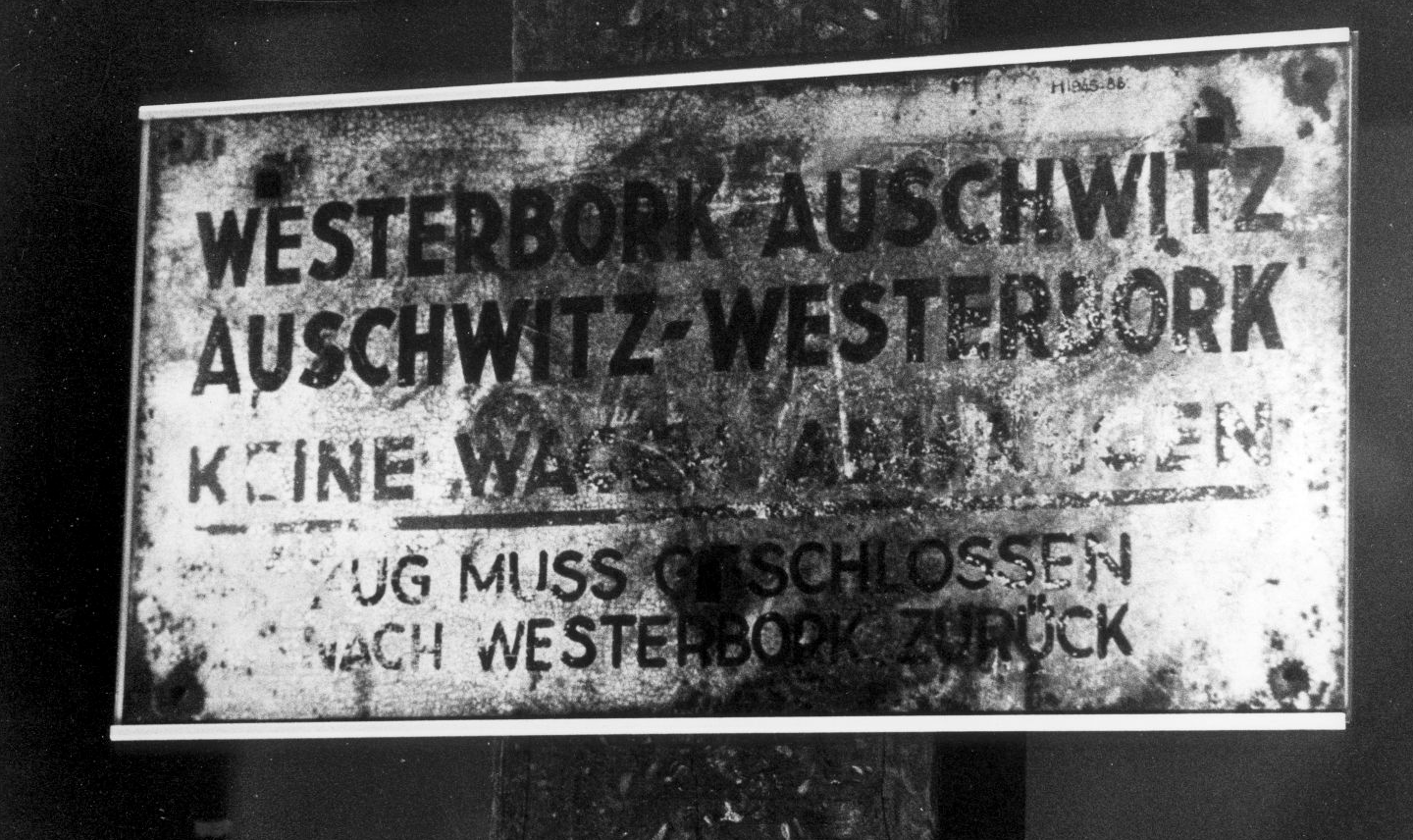
Vers Auschwitz, « Vous devez vous faire enregistrer au point de départ Westerbork », indique l'affiche (entre 1941 et 1944)

Le 26 juin 1942, les Allemands font part aux responsables du Judenrat que des emplois dans les services policiers seront créés, pour les Juifs, dans des "camps de travail" en Allemagne. Il est prévu d'envoyer en premier lieu de jeunes Juifs originaires d'Allemagne, qui recevront une convocation à domicile afin de s'inscrire auprès des services compétents du Judenrat. Pris de panique, très peu parmi les Juifs néerlandais répondent à l'appel. Malgré les représailles et la pression des autorités allemandes, qui prennent 540 Juifs en otage, le nombre de Juifs mis à disposition des Allemands en vue du remplissage des trois premiers convois prévus en direction d'Auschwitz reste encore inférieur à la demande. Des 2 000 Juifs prévus, 400 d'entre eux manquent encore, alors que les trains attendent déjà en gare de Westerbork. Les Allemands combleront le déficit en ajoutant aux convois 400 Juifs qu'ils sortiront des camps d'internement néerlandais.
Femmes, enfants et personnes âgées faisant également partie du convoi, la communauté comprend que l' "activité dans les services de police en Allemagne" est un subterfuge des autorités visant à vider les Pays-Bas de ses Juifs. 
Quelques jours plus tard seront également arrêtées 201 personnes nées juives et converties au christianisme avant même la Shoah. Parmi elles, on compte plusieurs moines et sœurs dont Edith Stein, qui partiront soit pour le ghetto de Terezin, soit directement pour Auschwitz.

##### Accélération des déportations
Les convois en partance de Westerbork et à destination d'Auschwitz ou Sobibor se succèdent désormais - travail facilité grâce à l'aide portée aux Allemands par les services municipaux néerlandais, les chemins de fer néerlandais, la police néerlandaise. A ce propos, Adolf Eichmann, grand technicien de la « solution finale » s'extasie : « En Hollande, les transports de juifs se déroulaient si parfaitement que c'en était un délice pour le regard ».

###### Concentration géographique des derniers Juifs néerlandais
Le 2 octobre 1942, les Allemands transfèrent à Westerbork tous les hommes déjà internés dans des camps de travail. Quant à leur famille respective, elle sera tenue de résider à Amsterdam. 12 296 personnes seront ainsi transférées à l'intérieur des frontières néerlandaises. Le camp de Westerbork, confronté à cette arrivée massive, ne fait, qu'avec grande difficulté, face aux conséquences engendrées par cette subite surpopulation. Les Allemands soulageront les effectifs du camp en envoyant en un mois, 7 463 Juifs vers l'extermination. 
Le 14 octobre, ils utilisent le théâtre juif d'Amsterdam pour y enfermer les Juifs arrêtés, et en attente de place disponible à Westerbork.

###### Les Juifs duJudenrat
En mai 1943, les déportations s'intensifient. C'est durant cette période que 7 000 Juifs travaillant dans divers services du Judenrat sont convoqués pour "travailler en Allemagne", population qui jusqu'alors était exempte de la déportation. Sur ces 7 000 personnes, 500 seulement se présenteront. Dès le lendemain, les Allemands encerclent le quartier juif d'Amsterdam, et raflent 3453 Juifs en réaction. 
La confiance des Allemands dans les services du Judenrat, concernant la mise à disposition des autorités du nombre de Juifs nécessaire au remplissage des convois, s'amenuisant, les Allemands organisent, le 20 juin 1943, une nouvelle rafle durant laquelle 5 524 Juifs sont arrêtés.

###### Dernières déportations
À l'été 1943, il ne reste plus qu'une minorité de Juifs encore vivante aux Pays-Bas. Le 29 septembre 1943, veille de Rosh Hashana, la dernière rafle est mise en œuvre et 2 000 Juifs sont arrêtés. Parmi eux figurent les responsables du Judenrat qui, à leur arrivée à Westerbork, seront informés de la fermeture officielle du Judenrat. 
Ne restent plus aux Pays-Bas que les Juifs mariés à des non-Juifs.
C'est en août 1944 qu'une famille juive allemande, celle d'Anne Frank, qui se cachait à Amsterdam, est arrêtée.

Rafles
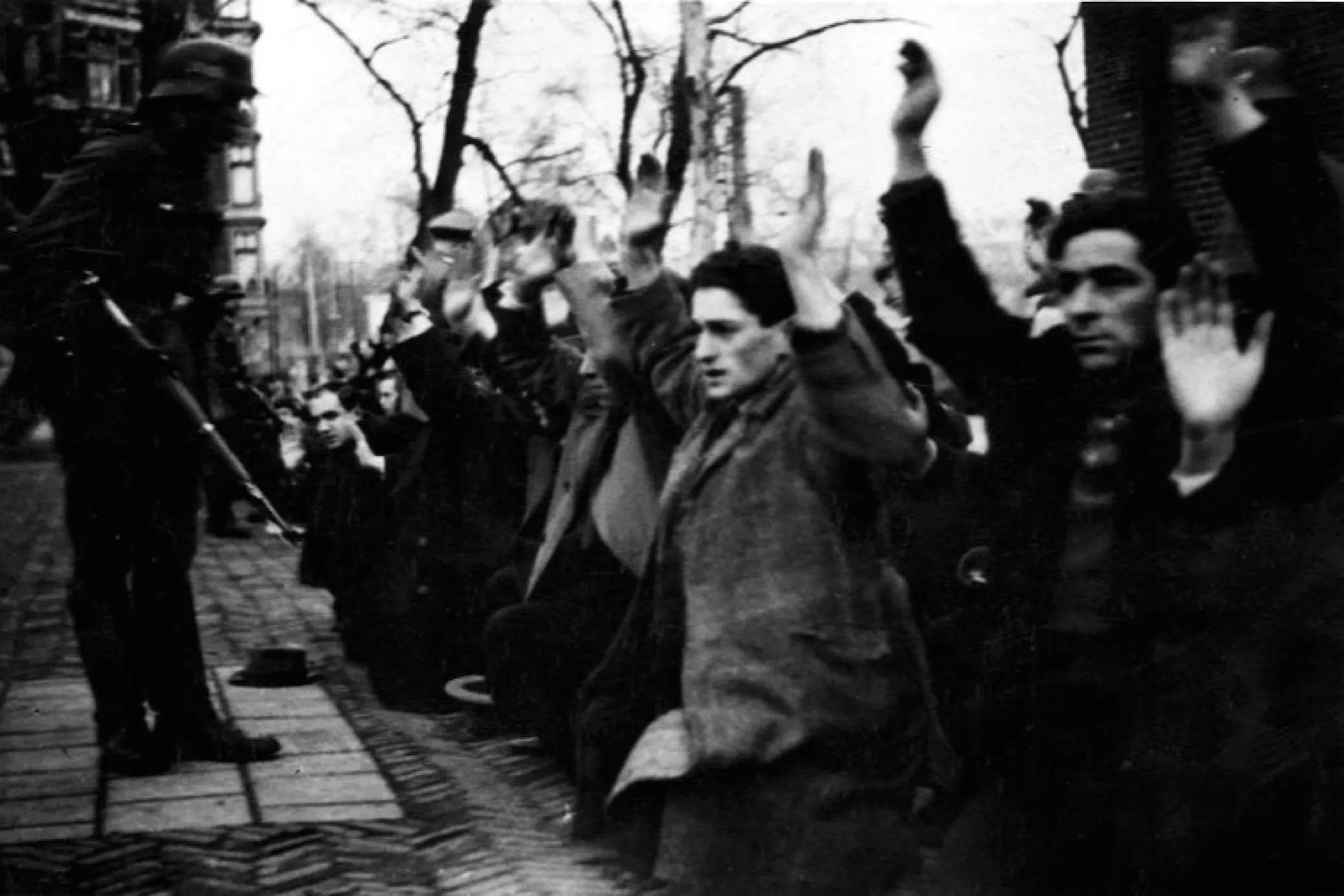
Amsterdam, février 1941
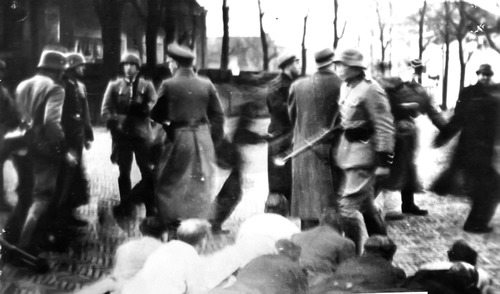
Juifs au sol, Waterlooplein, février 1941
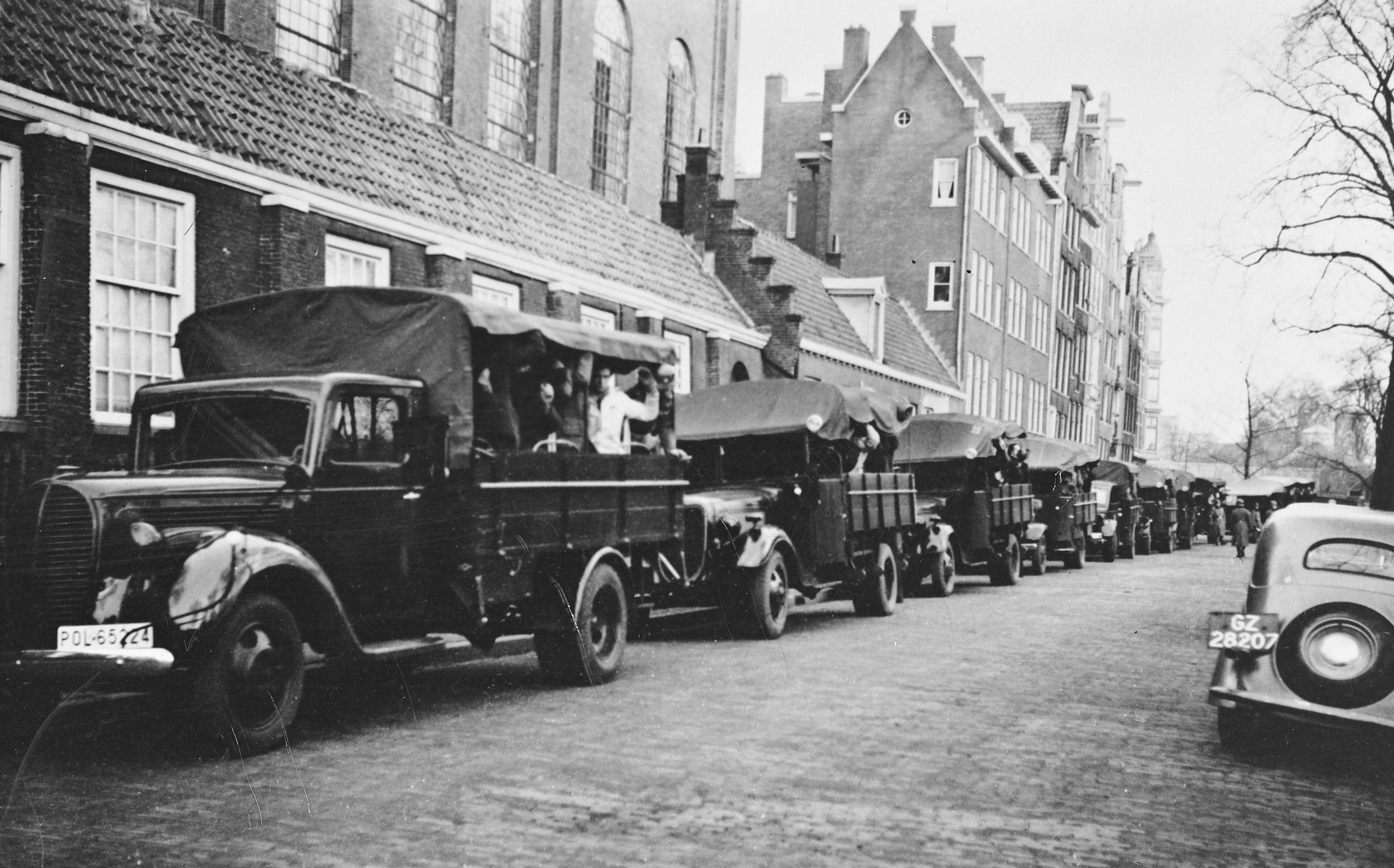
Colonne de camions de transport, Meijerplein à Amsterdam
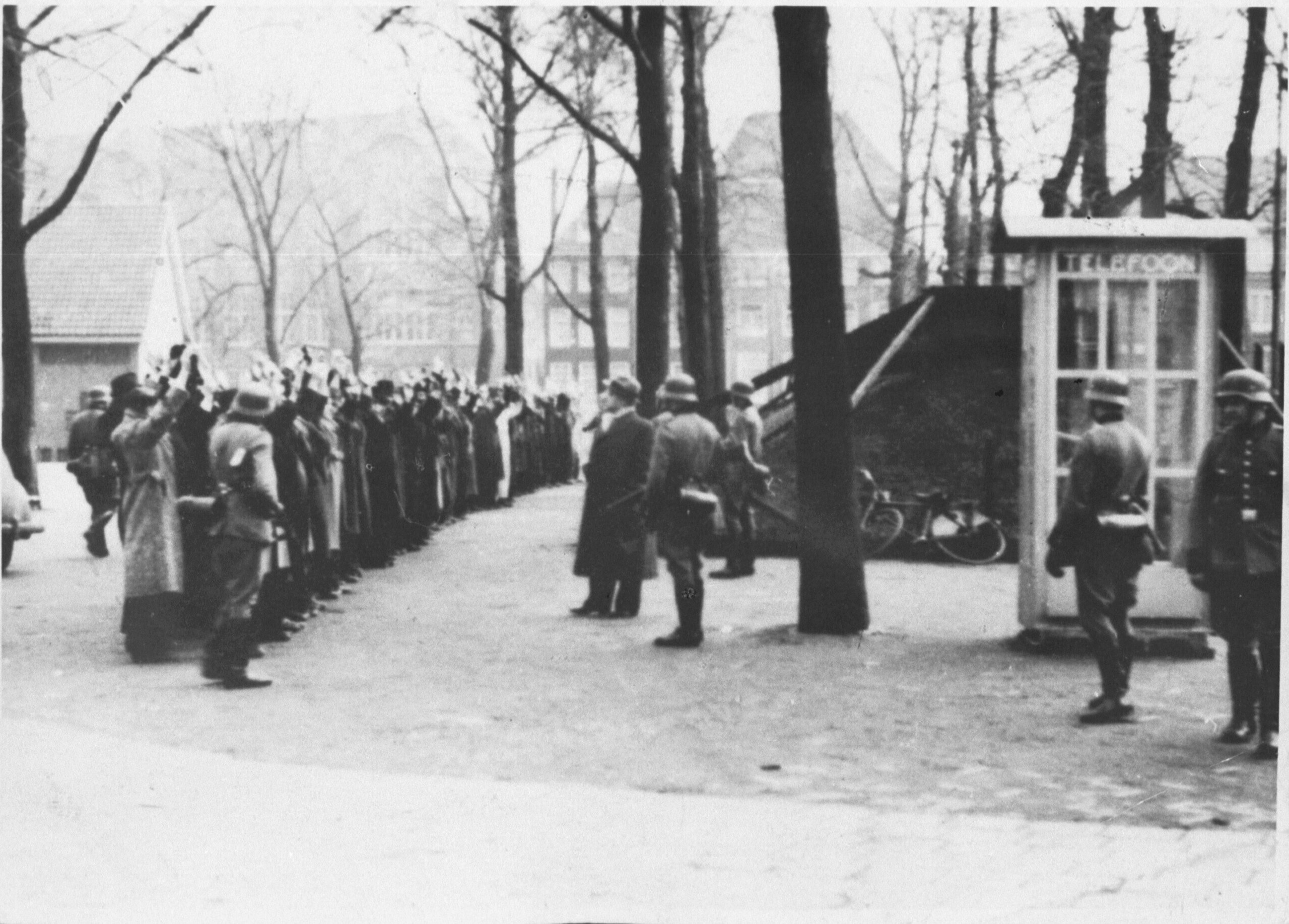
Meijerplein, février 1941
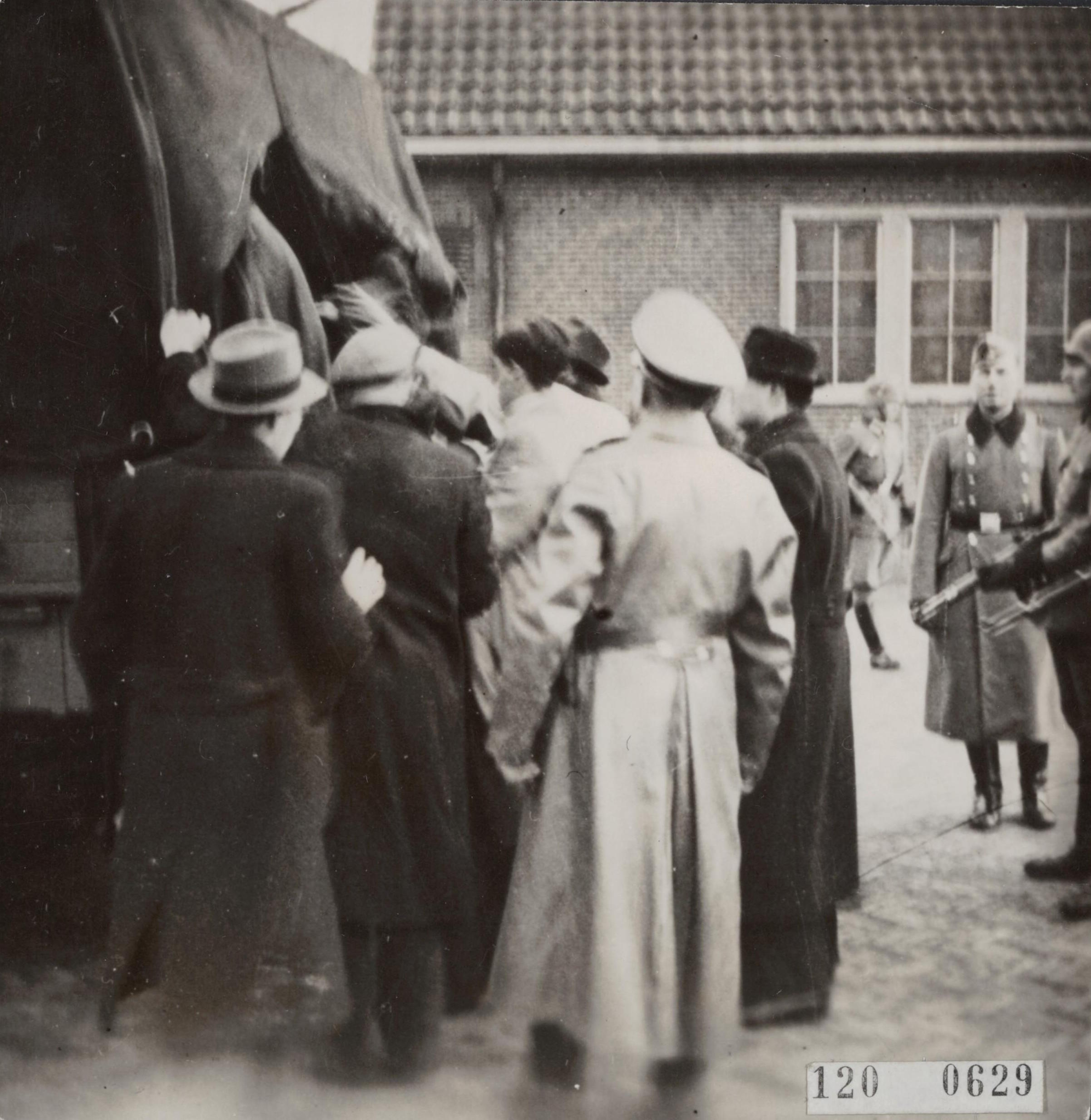
Chargement des Juifs dans les camions à Amsterdam, 22-23 février 1941
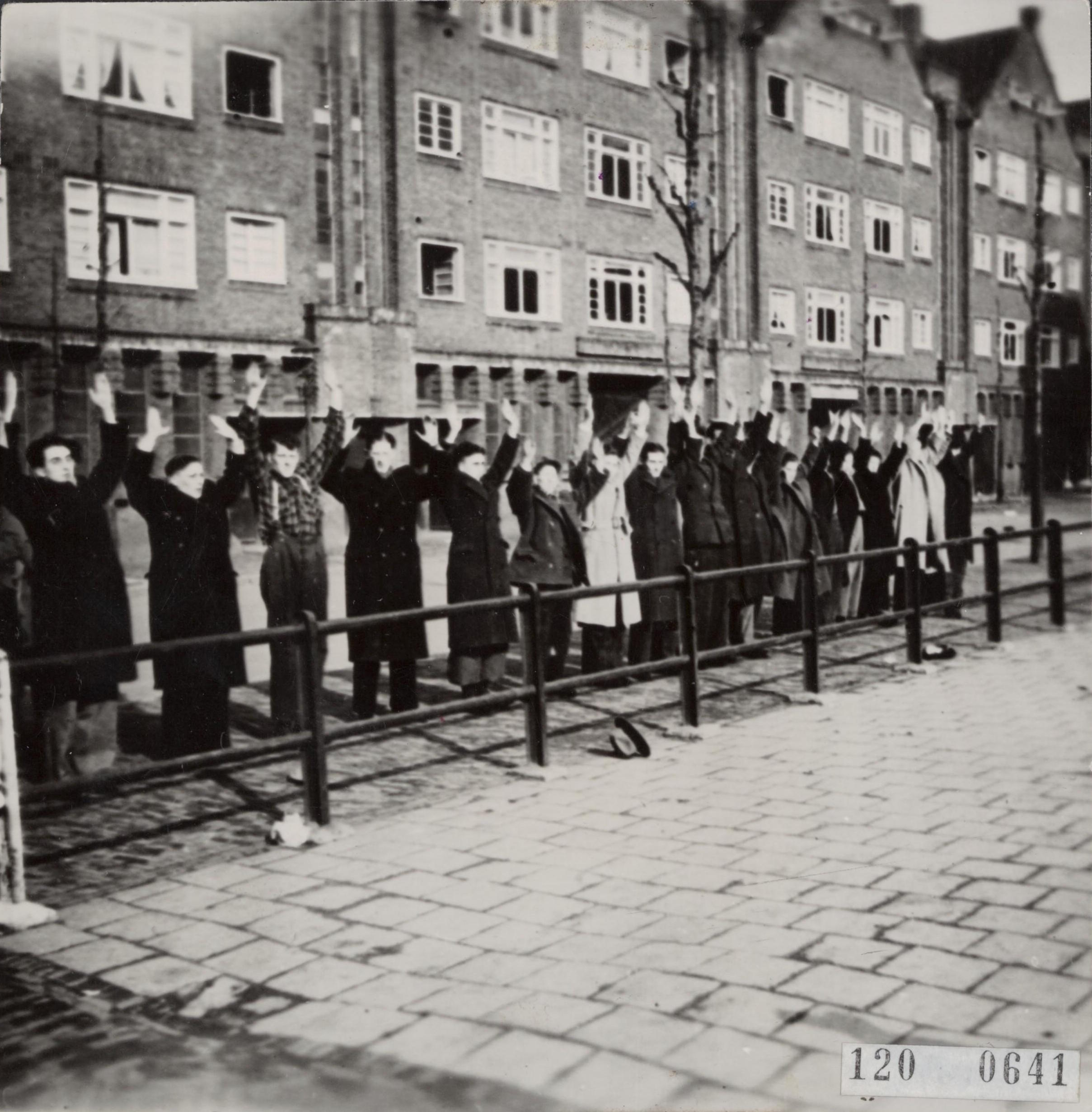
Mains en l'air sur la Nieuwe Uilenburgerstraat à Amsterdam, 23-24 février 1941
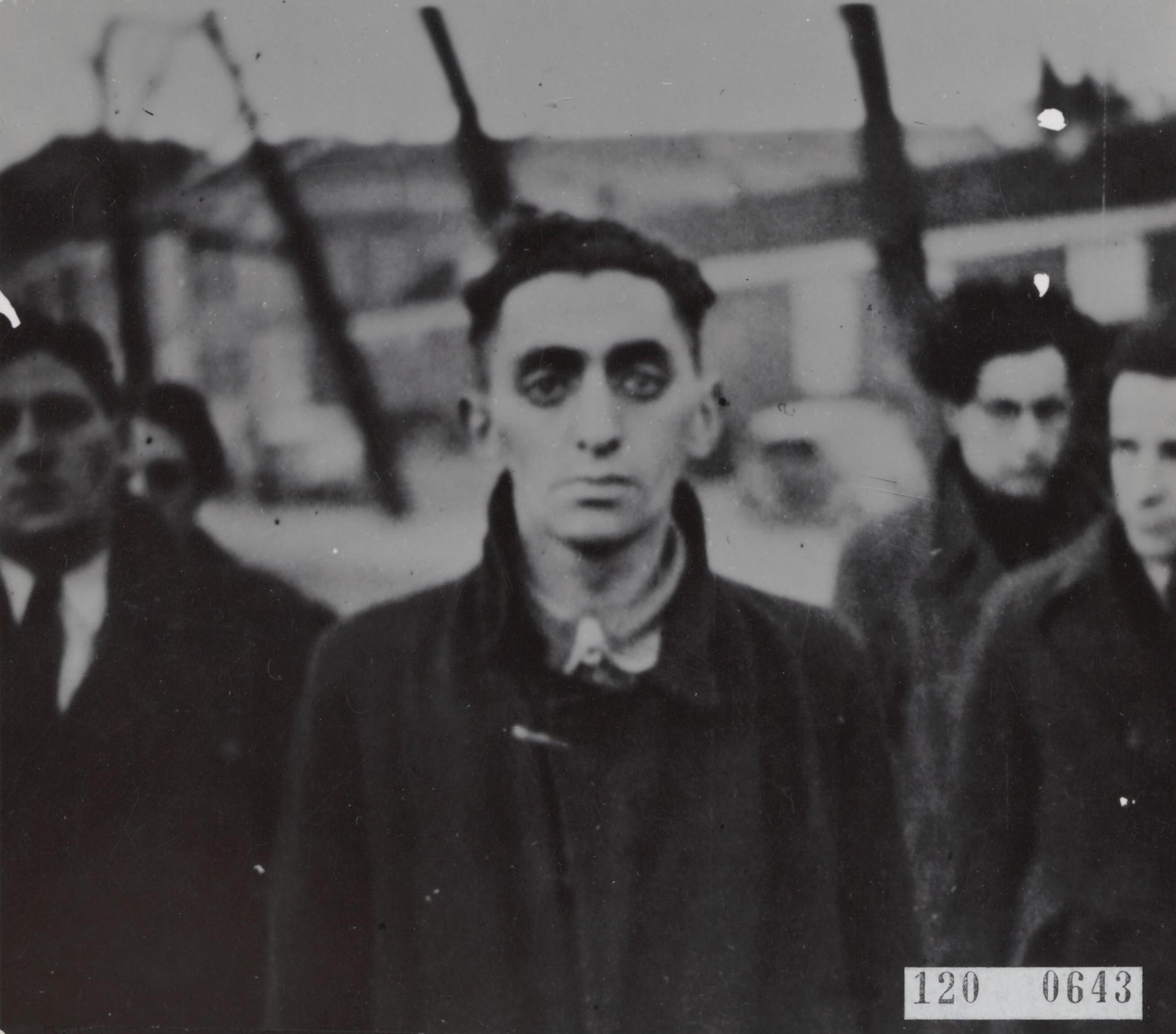
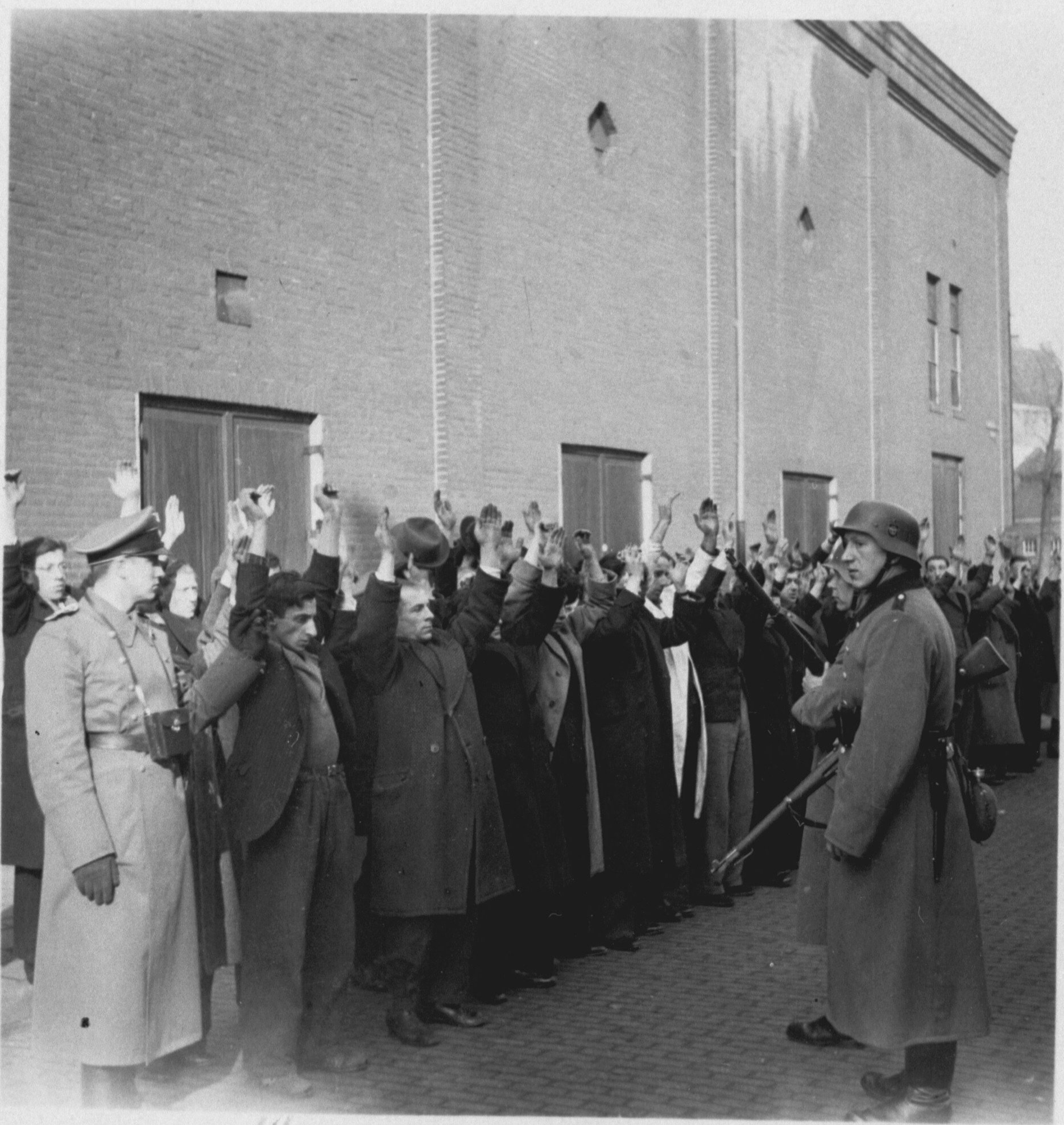
Rassemblement devant le théâtre Tip-Top du Jodenbreestrat d'Amsterdam, février 1941
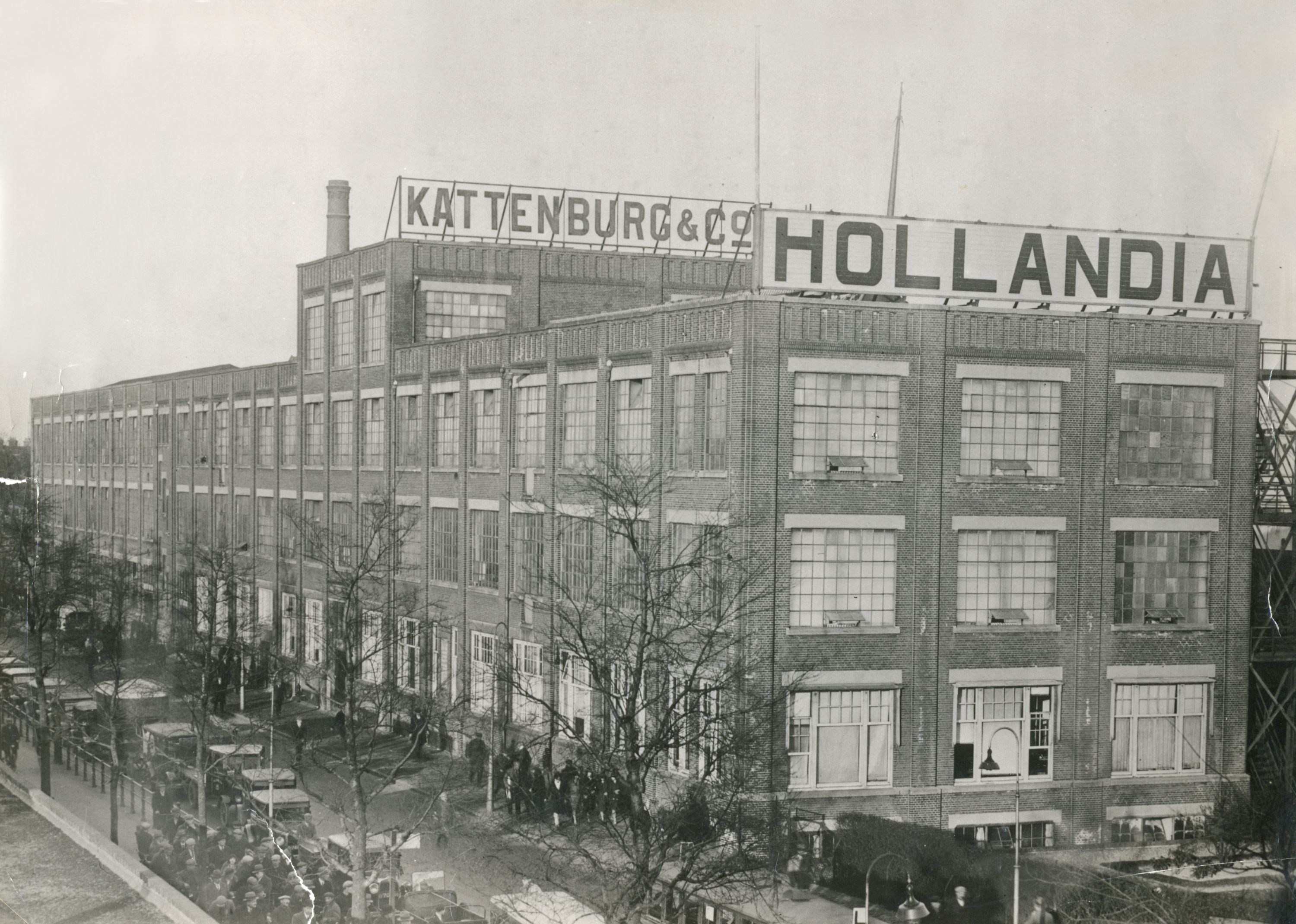
Retrait du personnel juif de l'usine Hollandia Kattenburg à Amsterdam Nord ; les membres de leur famille sont également emmenés de chez eux, 11 novembre 1942
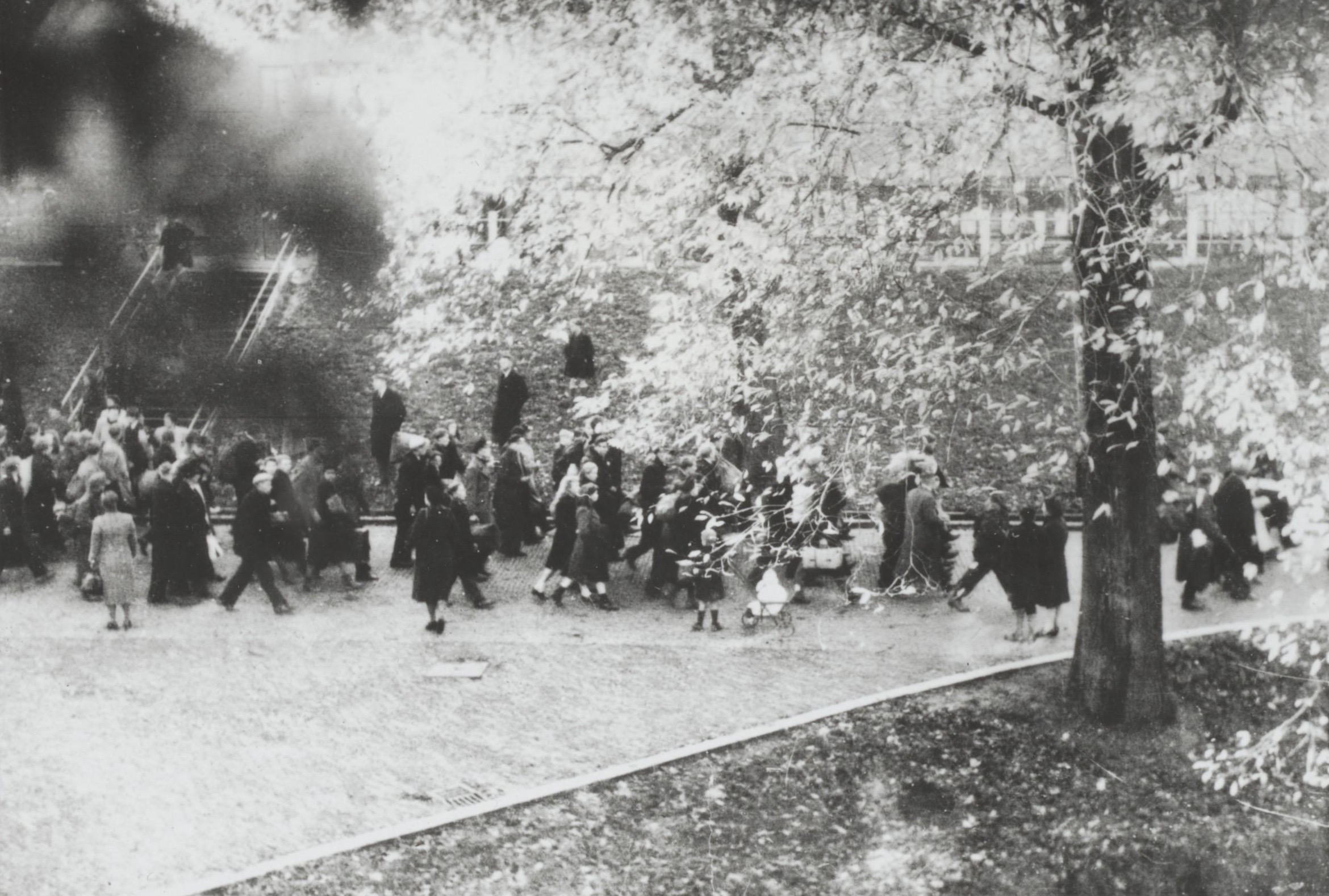
Rafle à Rotterdam, 10 novembre 1944

#### Chiffres

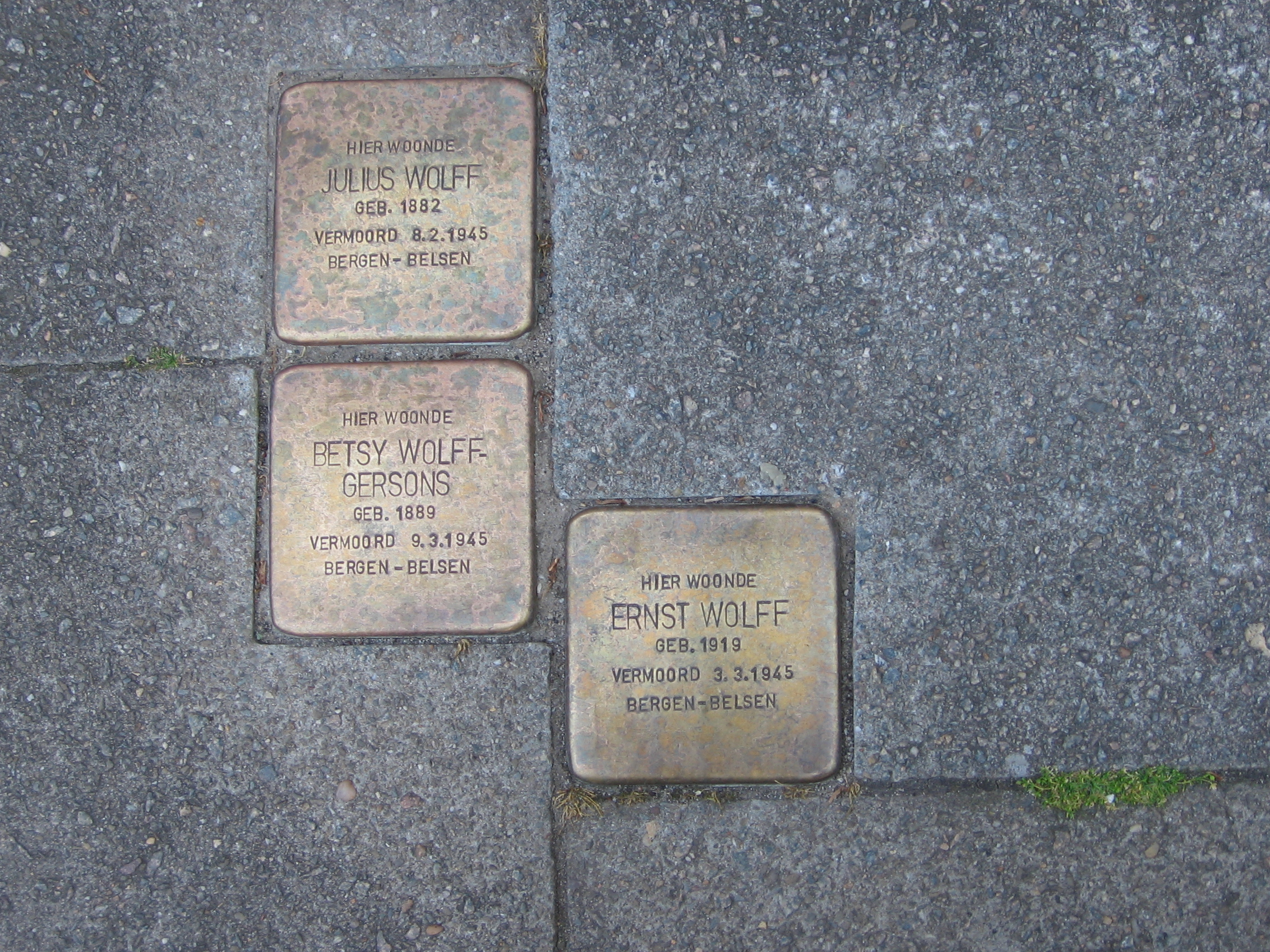
Stolpersteine pour Julius Wolff (mathematicien, 1882-1945), son épouse Betsy Wolff-Gersons (1889-1945) et leur fils Ernst Wolff (1919-1945), Utrecht

Sur l'ensemble des déportations depuis les Pays-Bas, c'est à partir de mai 1943 que celles-ci seront le plus intense. 8 056 Juifs seront déportés durant le mois de mai, 8 420 en juin et 6 614 en juillet. Au mois d'août, le chiffre des déportés descend à 2 005 personnes, 1 984 en septembre, 1 007 en octobre et 2 044 en novembre. Jusqu'en mars 1944, 1 000 Juifs par mois partiront de Westerbork pour Auschwitz, et jusqu'en septembre, les convois mensuels varieront de 240 à 600 Juifs les composant. Le 3 septembre 1944, le dernier convoi partira vers Auschwitz avec 1 019 Juifs à son bord.
« Rien qu'en Hollande, environ 20 000 Juifs se sont cachés pendant la guerre. Environ 8 000 d’entre eux ont été dénoncés ».
Le nombre de Juifs néerlandais ayant survécu à la Shoah est l'un des plus faibles pourcentages parmi les pays d'Europe occidentale. Si l'on prend en compte les Juifs ayant survécu dans les camps, après la libération, environ 25 % de la communauté juive néerlandaise survivra. On compte parmi les survivants environ 3 000 Juifs libérés du ghetto de Theresienstadt. 400 Juifs des Pays-Bas sont également libérés de Magdeburg, ville située au Sud-Ouest de Berlin.
On estime à 25 000 le nombre de Juifs entrés en clandestinité durant cette période sur le territoire néerlandais.

#### Difficile devoir de mémoire

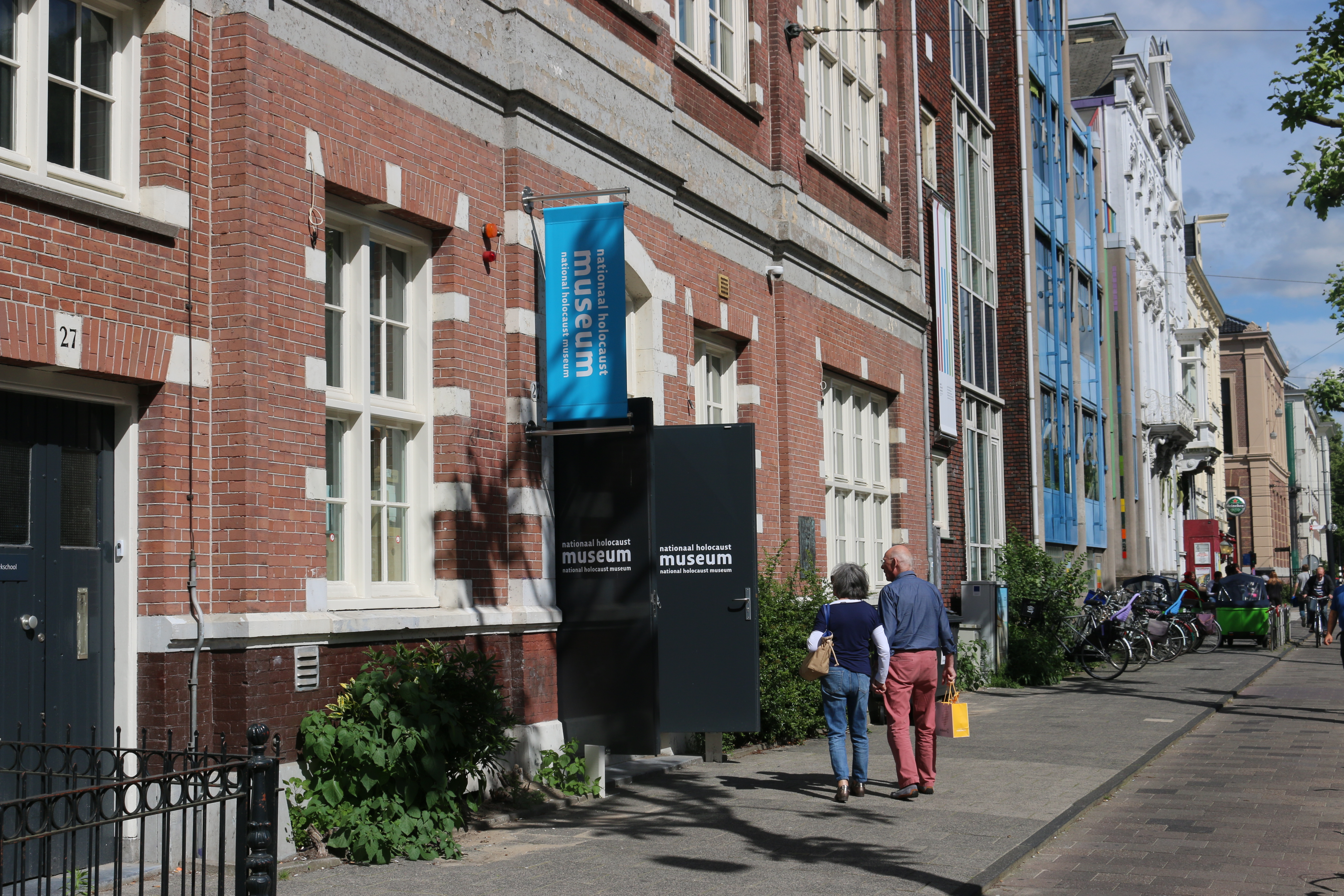
Musée national de l'Holocauste, Amsterdam (2016)

Alors que 75 % des Juifs néerlandais sont morts en camps de concentration après une déportation effectuée avec l'ample collaboration des Pays-Bas, des observateurs pointent une difficulté à regarder l'Histoire en face et « un passé occulté par une historiographie complaisante ». L'historien Jean Jüngen dénonce même une falsification de l'Histoire : « La confrontation avec la vérité sur les déportations a été occultée par les autorités, avec cynisme et de mille façons. Comme c'est souvent le cas en Hollande, lorsqu'une dangereuse controverse remonte à la surface, des pressions sont exercées pour empêcher son émergence ». Il précise que « les pouvoirs publics (néerlandais) sont passés maîtres dans l'art d'obtenir le silence des survivants juifs. Au lieu de les aider à exprimer leurs reproches, on leur a appris à exprimer leur gratitude et à donner une image positive du peuple néerlandais ». Après-guerre, chaque phrase imprimée devait être soumise à une commission spéciale de contrôle et l'accent a été mis sur les faits de résistance, malgré la compromission dont les 10 000 soldats locaux tombés sous l'uniforme allemand.

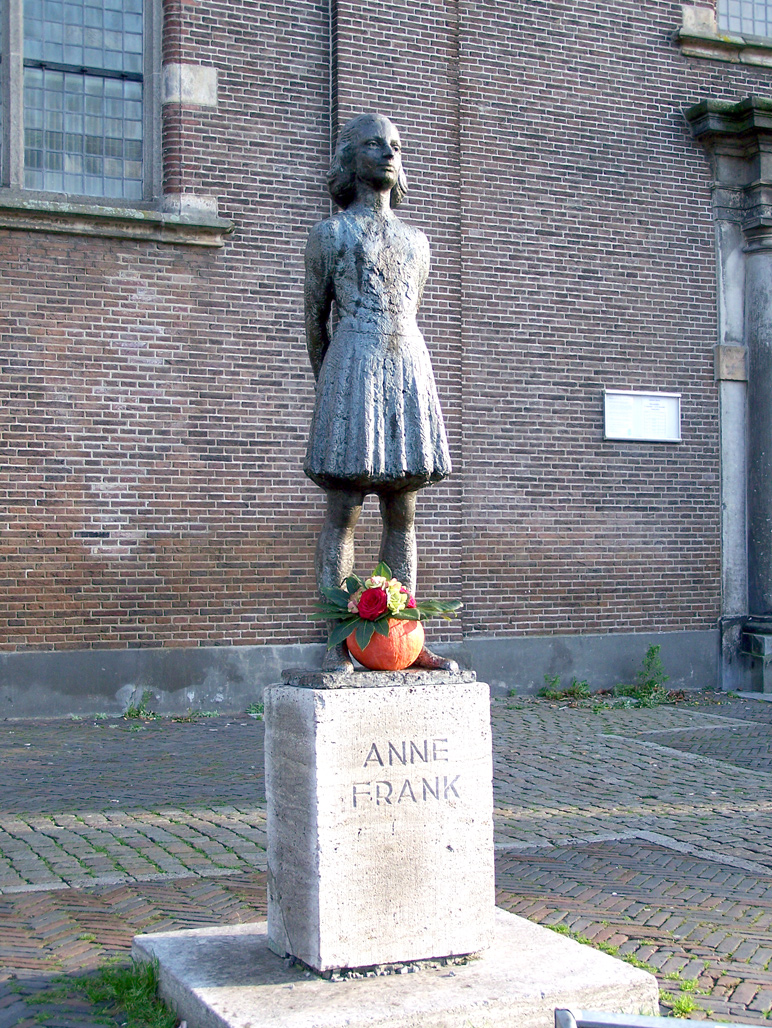
Statue d'Anne Frank, Utrecht

Il en va ainsi emblématiquement avec l'histoire d'Anne Frank, qui a été exploitée de multiples façons afin de laisser croire au monde que la population néerlandaise a résisté à l'occupant allemand en cachant de nombreux compatriotes juifs : « La Hollande a réalisé la plus grande opération de relations publiques d'après-guerre », affirme l'un des survivants.
Depuis les années 1990, « les voix d'intellectuels se font de plus en plus nombreuses pour que la lecture officielle et manichéenne de l'histoire, qui fait supporter aux seuls Allemands le poids de la tragédie en occultant le rôle de la population locale, soit enfin revue et corrigée »,.
« Amsterdam aura été l’une des dernières capitales d’Europe a accueillir son musée de l’Holocauste », en 2016.
En janvier 2020, le Premier ministre Mark Rutte présente ses excuses pour la manière dont le gouvernement, pendant la guerre, avait abandonné les Juifs. Puis en mai de la même année, le roi Willem-Alexander reconnaît l’indifférence de sa grand-mère la reine Wilhelmine face au sort réservé aux Juifs du pays pendant la Shoah.
En 2023, selon une étude réalisée par la Jewish Claims Conference, 23 % des répondants nés entre le début des années 1980 et environ 2010 nient l'extermination de plus de six millions de Juifs par les nazis avant et pendant la Seconde Guerre mondiale ou estiment que les chiffres ont été exagérés. 
En janvier 2025, les autorités néerlandaises ouvrent au public les dossiers de 425 000 collaborateurs ou présumés nazis - tous décédés cette date -, par le consortium The War in Court. L’Institut NIOD d’études sur la guerre, les Archives nationales néerlandaises, l’Institut Huygens et la Fondation WO2Net ont entrepris de mener à bien ce projet. Les documents sont détenus par les Archives centrales néerlandaises de l'Administration spéciale de la justice (CABR) créées à la libération des Pays-Bas par les Alliés, en 1945. Les lois sur la protection de la vie privée ayant expiré, ces documents sont devenues publics et consultables aux Archives nationales néerlandaises à La Haye. Cependant, nombre de personnes - victimes ou témoins - qui avaient été interrogées dans le cadre de ces enquêtes figurent sur ces listes, sans jamais avoir été suspectées ou accusées.  

Après la guerre, le gouvernement néerlandais avait enquêté sur 300 à 400 000 personnes pour collaboration avec les nazis, dont plus de 65 000 ont été jugées,. 

Monuments et mémoriaux
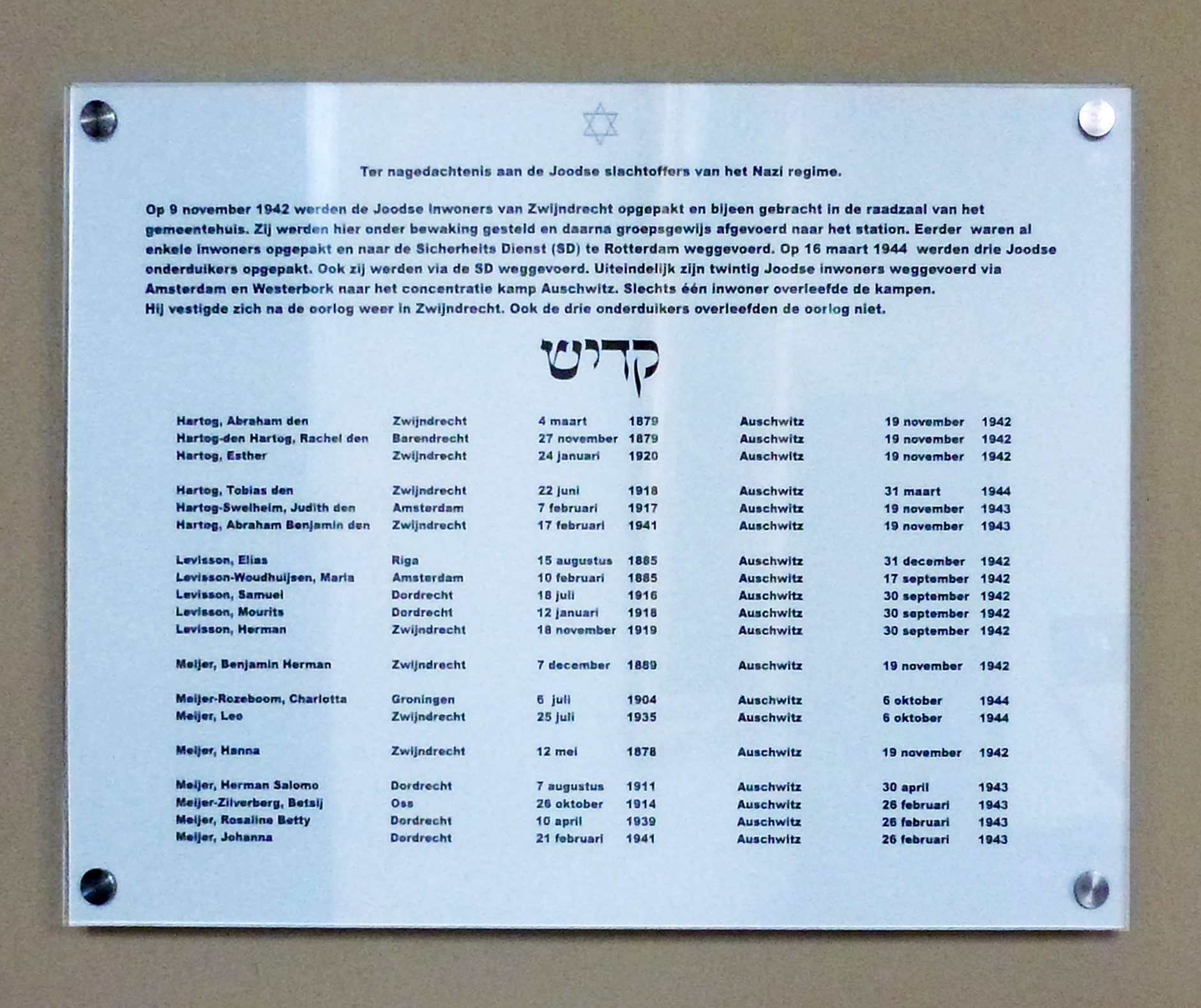
A Zwijndrecht
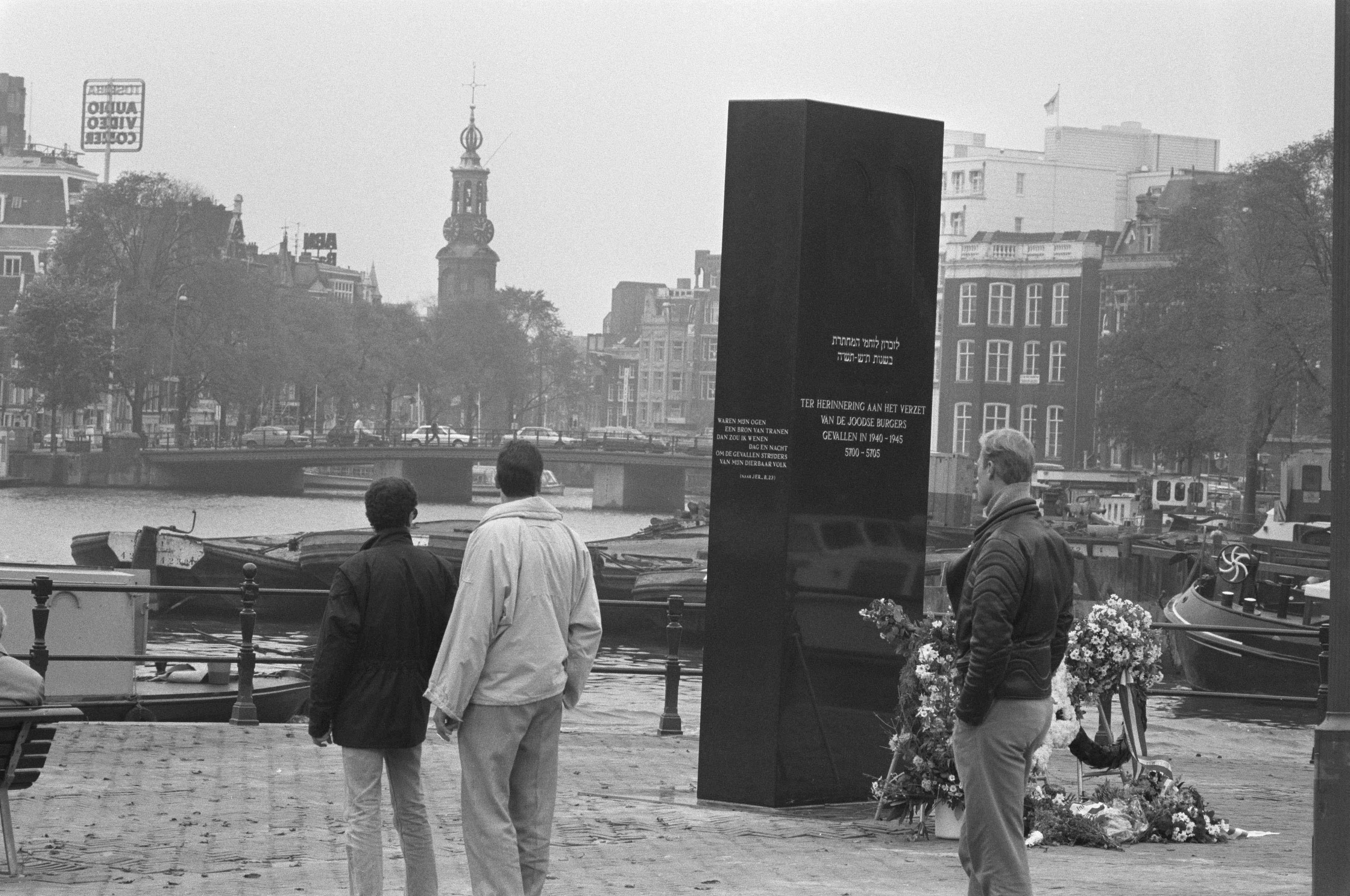
A Amsterdam
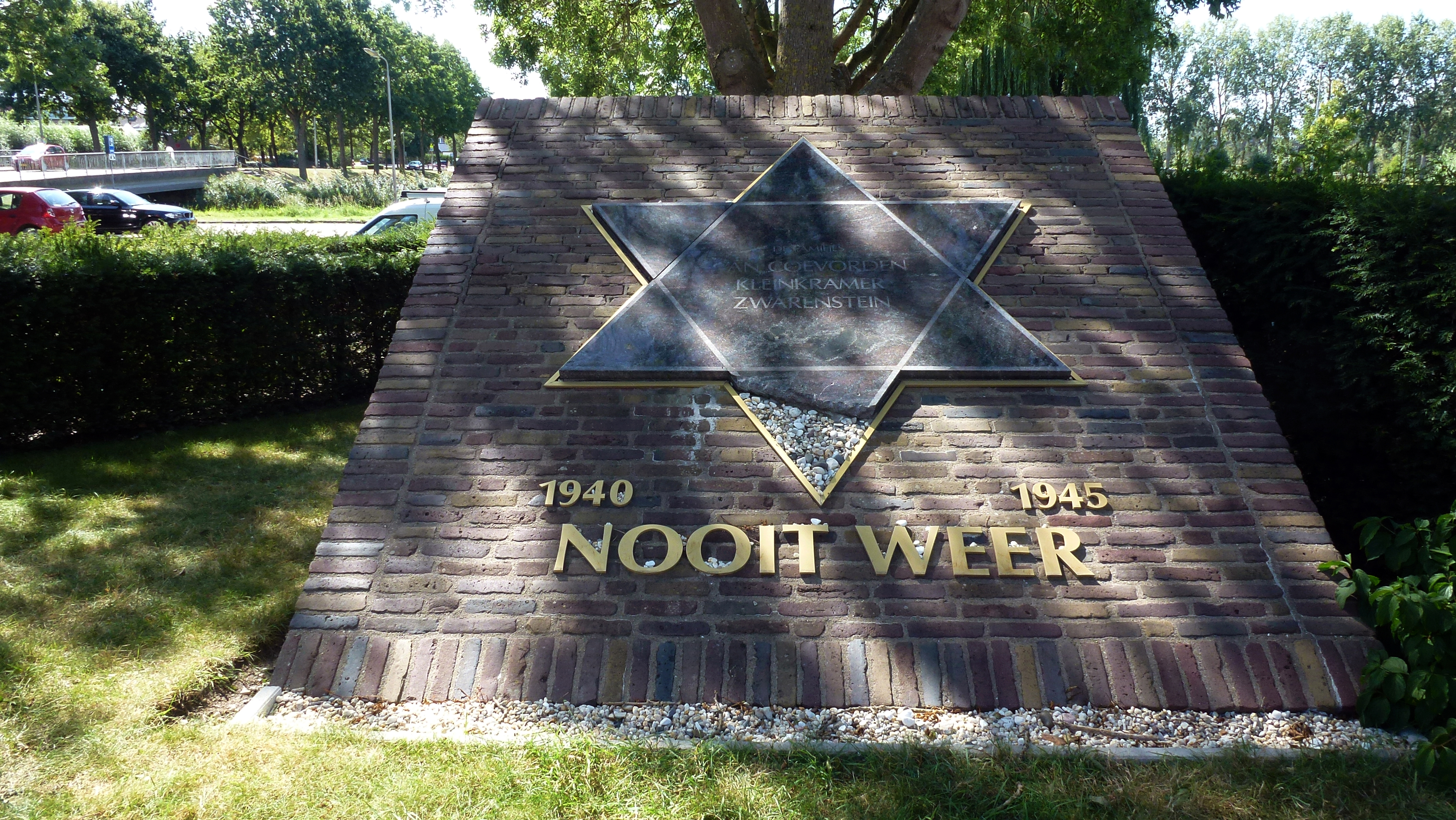
A Strijen
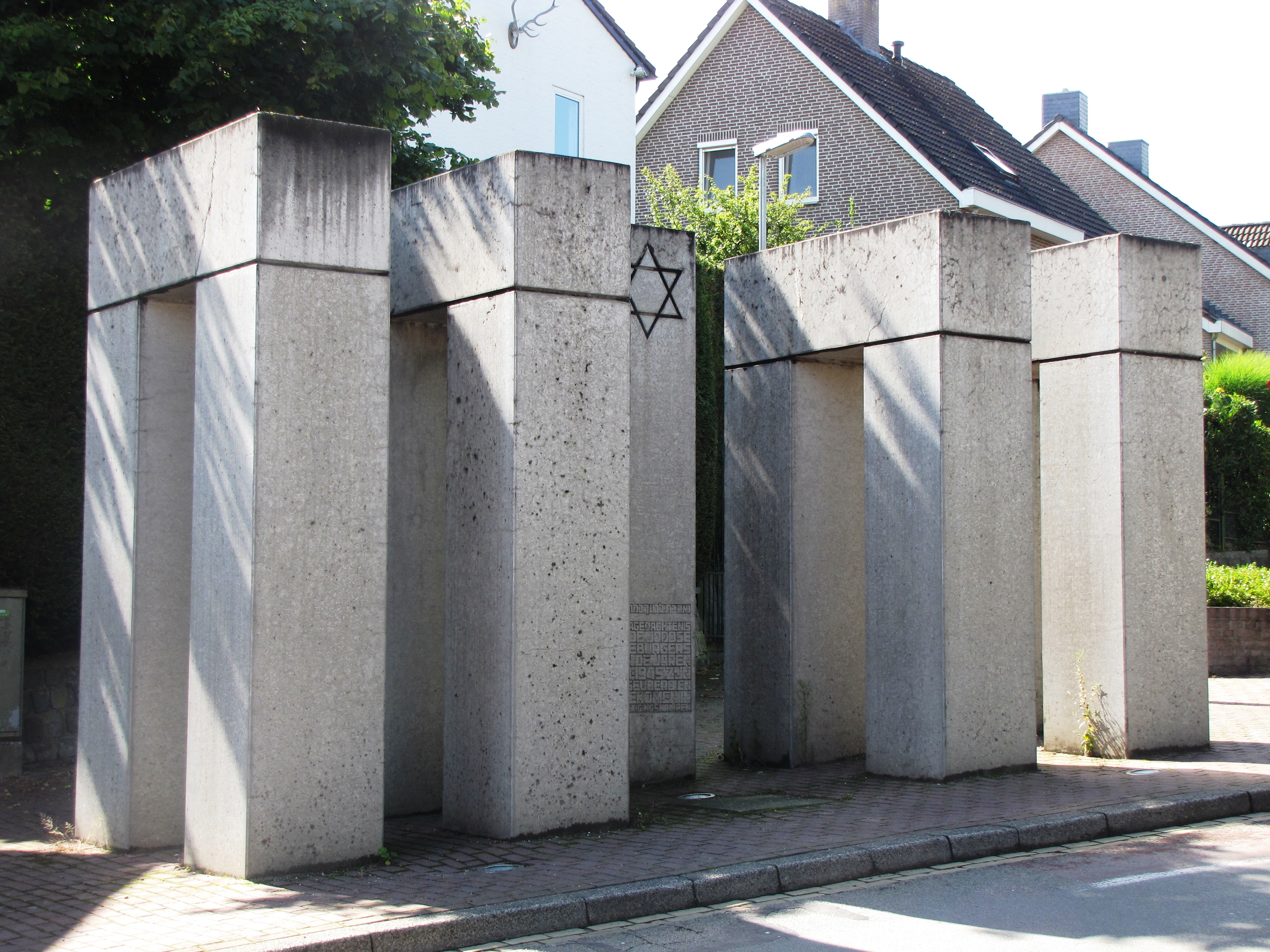
A Gulpen
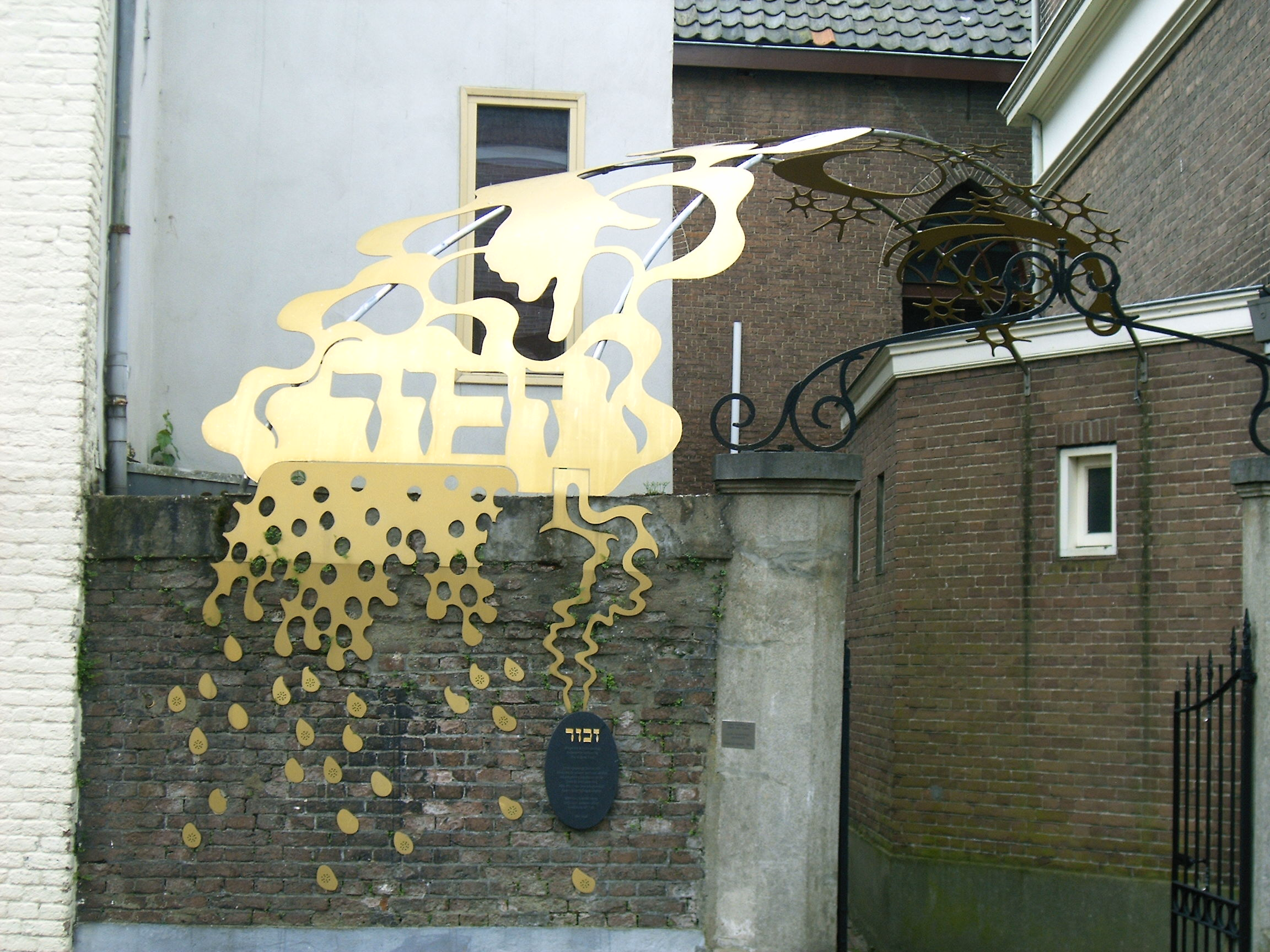
A Tiel
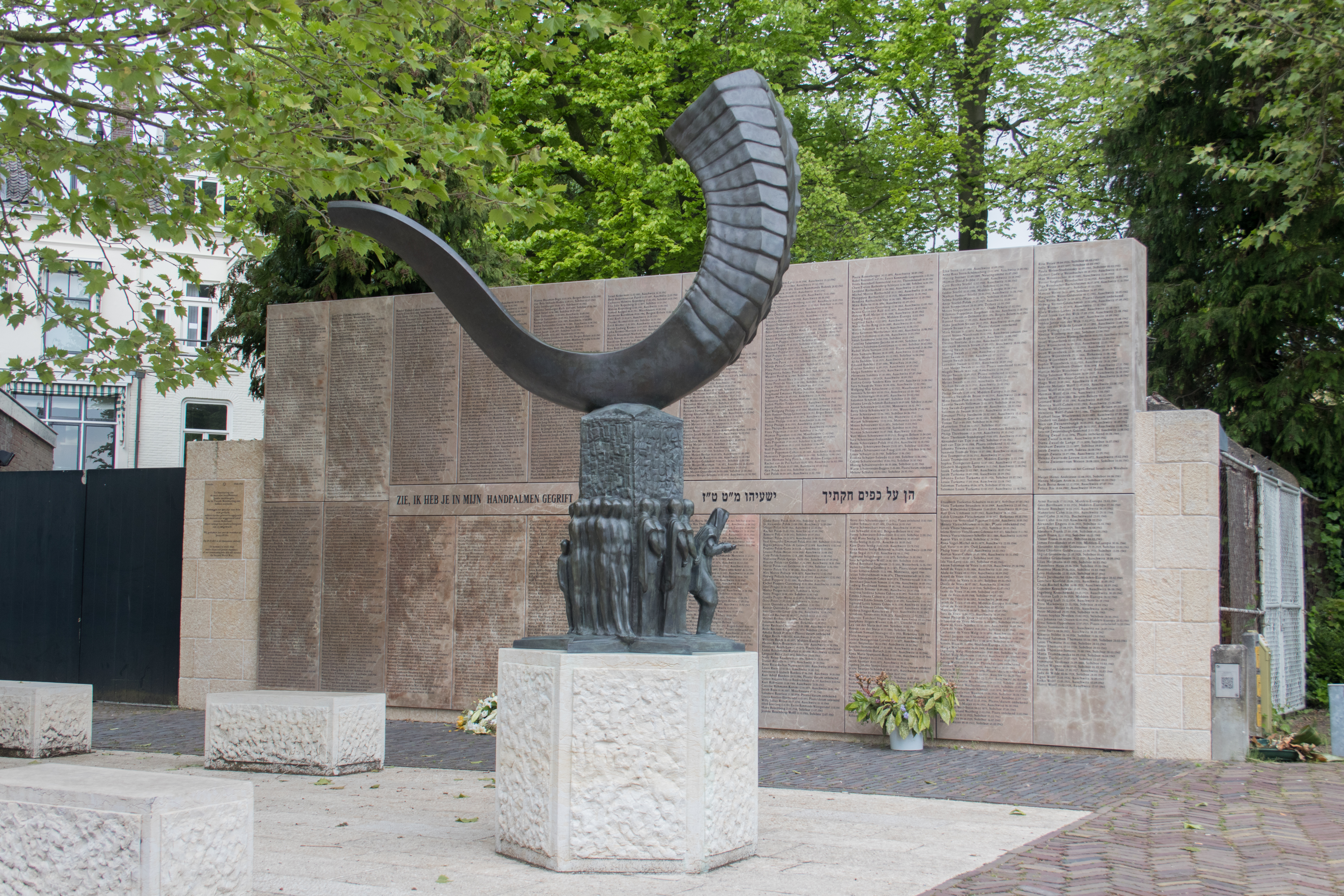
A Ultrecht
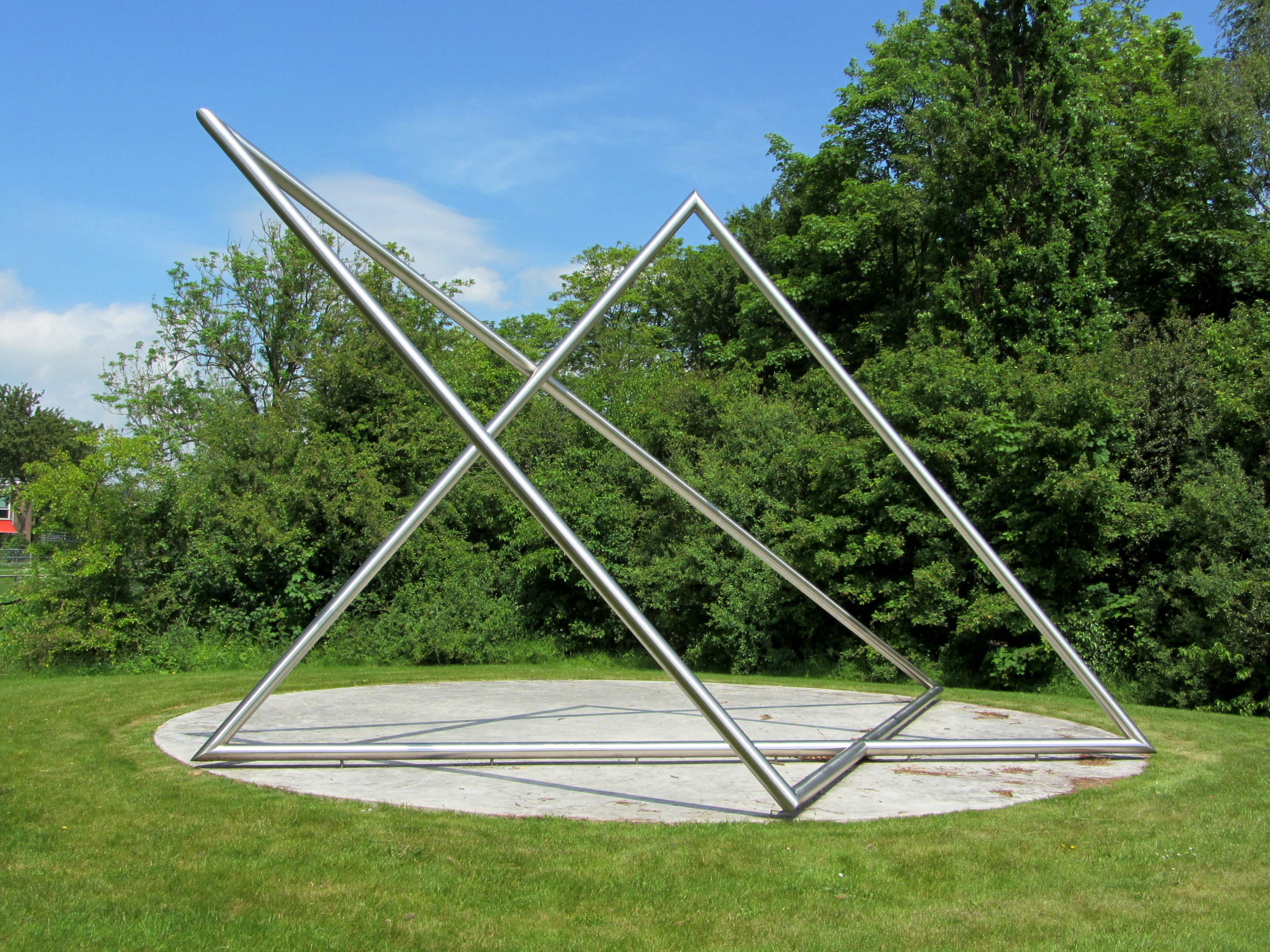
A Sneek
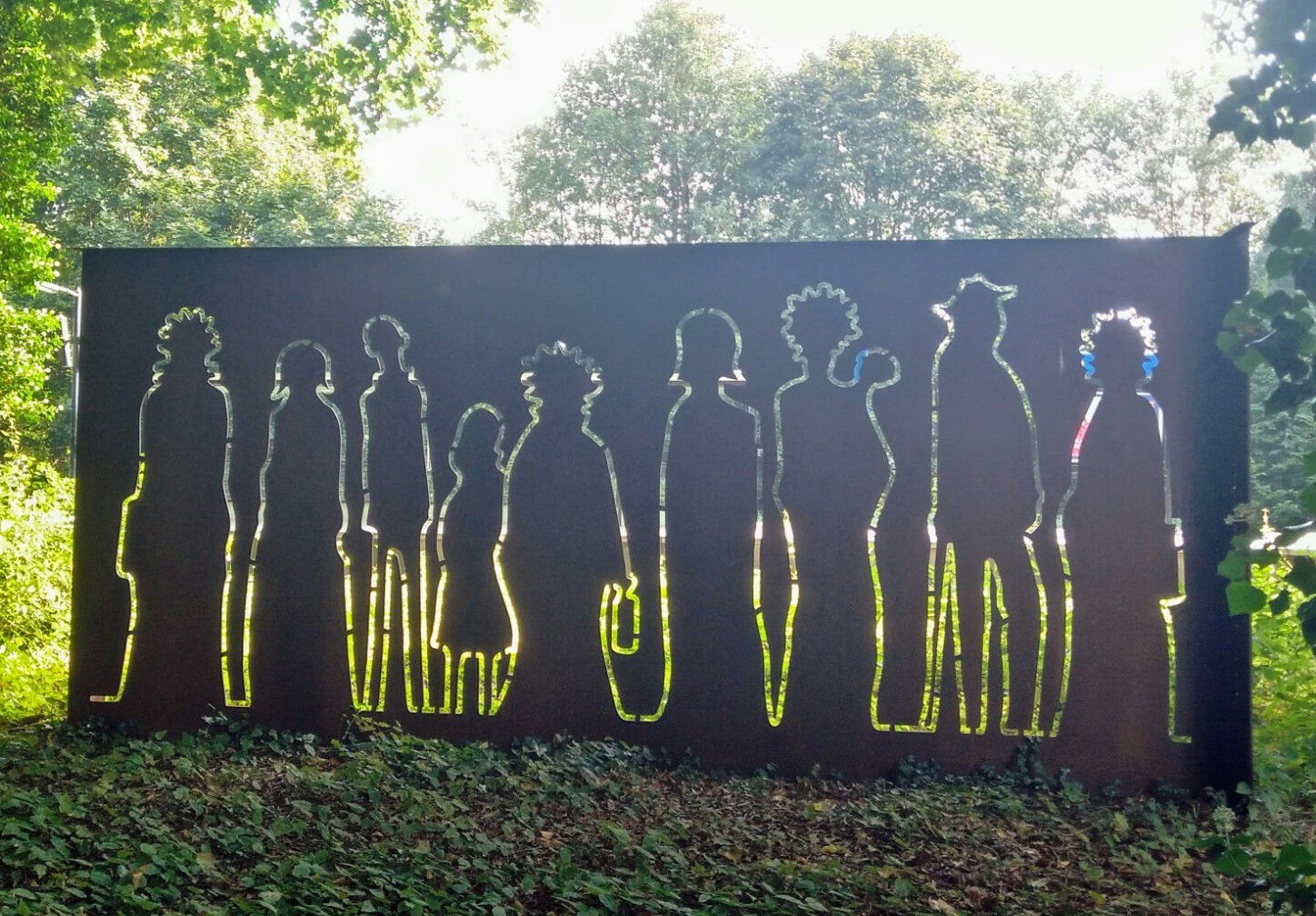
A Delden
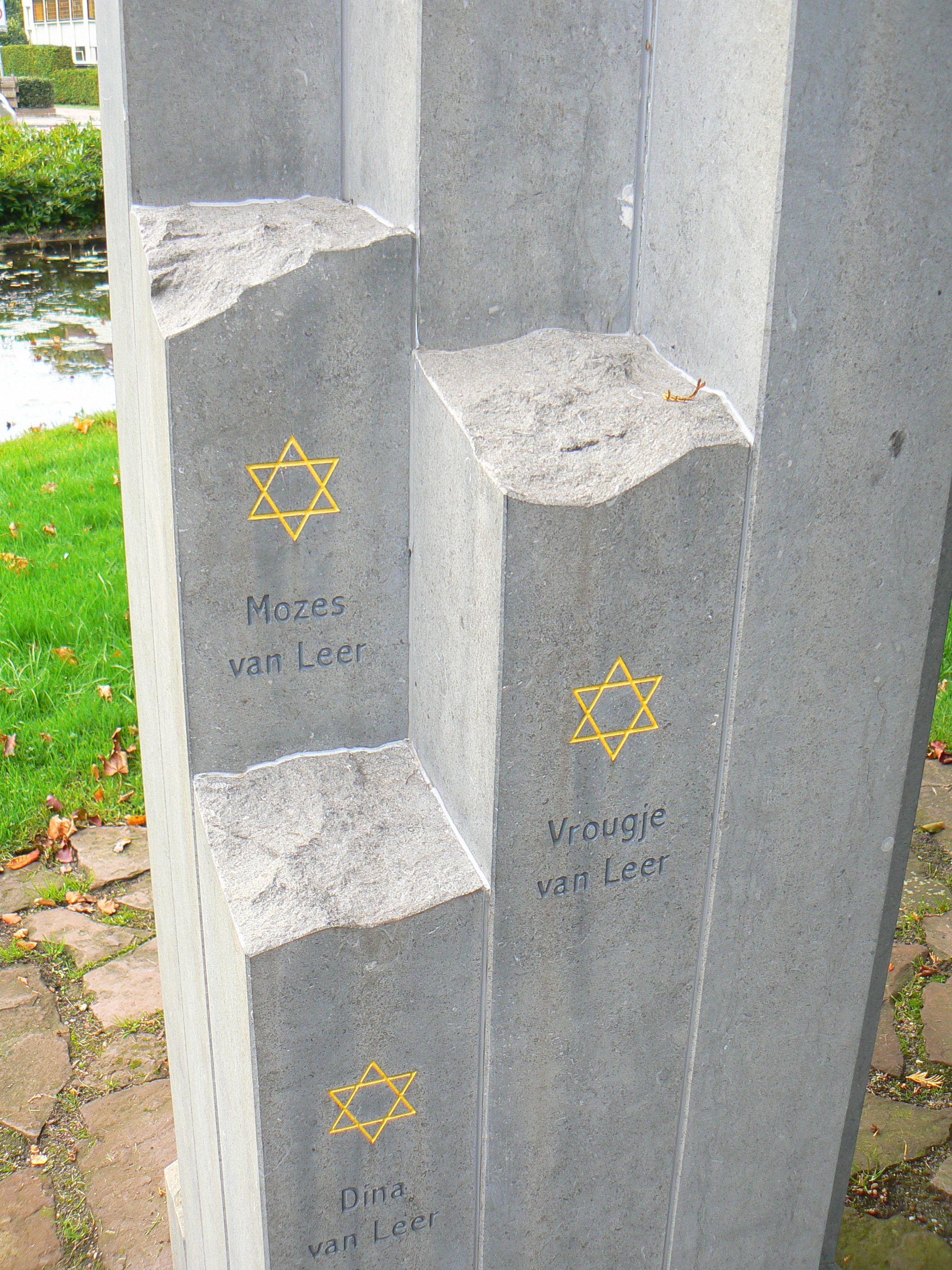
A Drachten
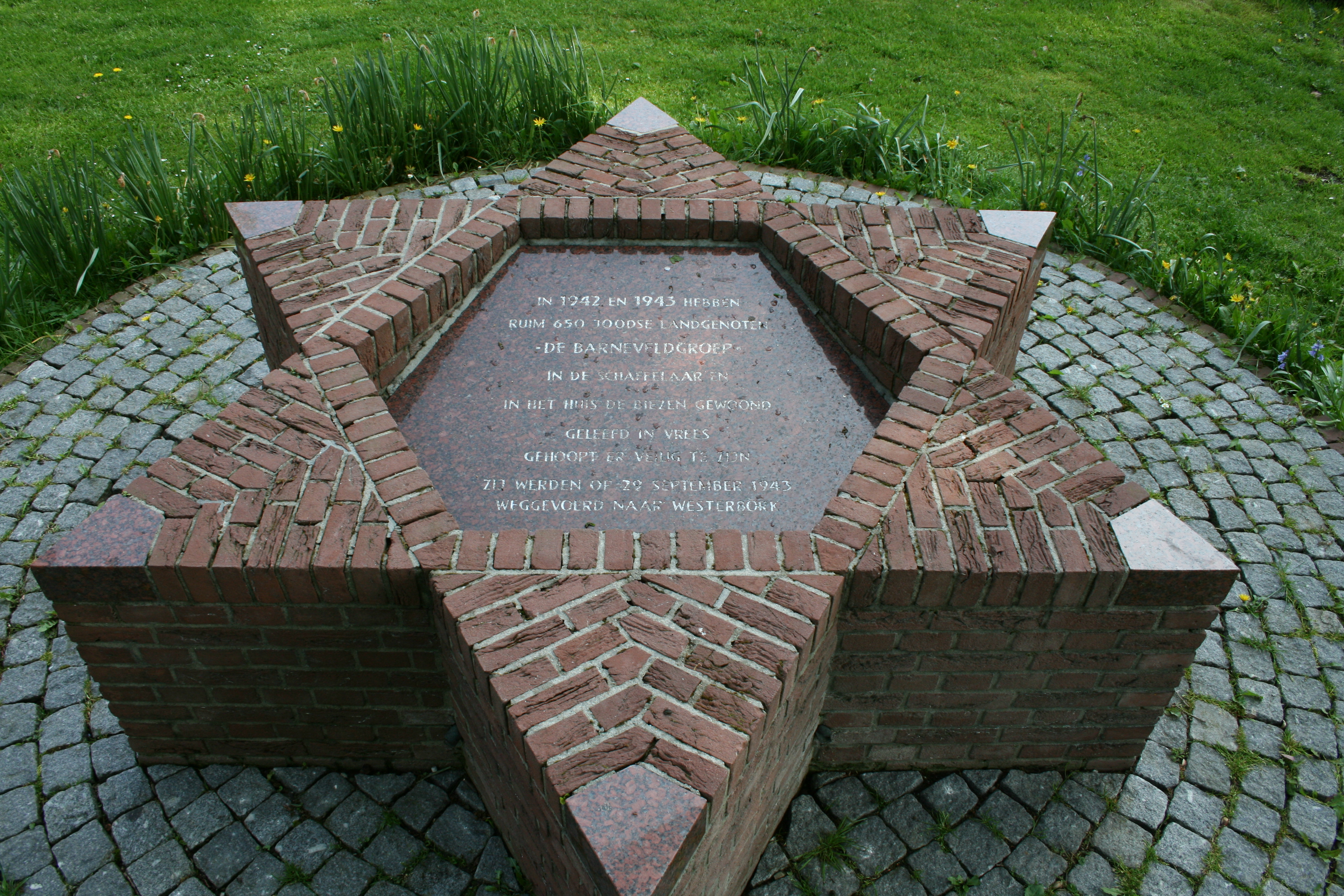
A Barneveld
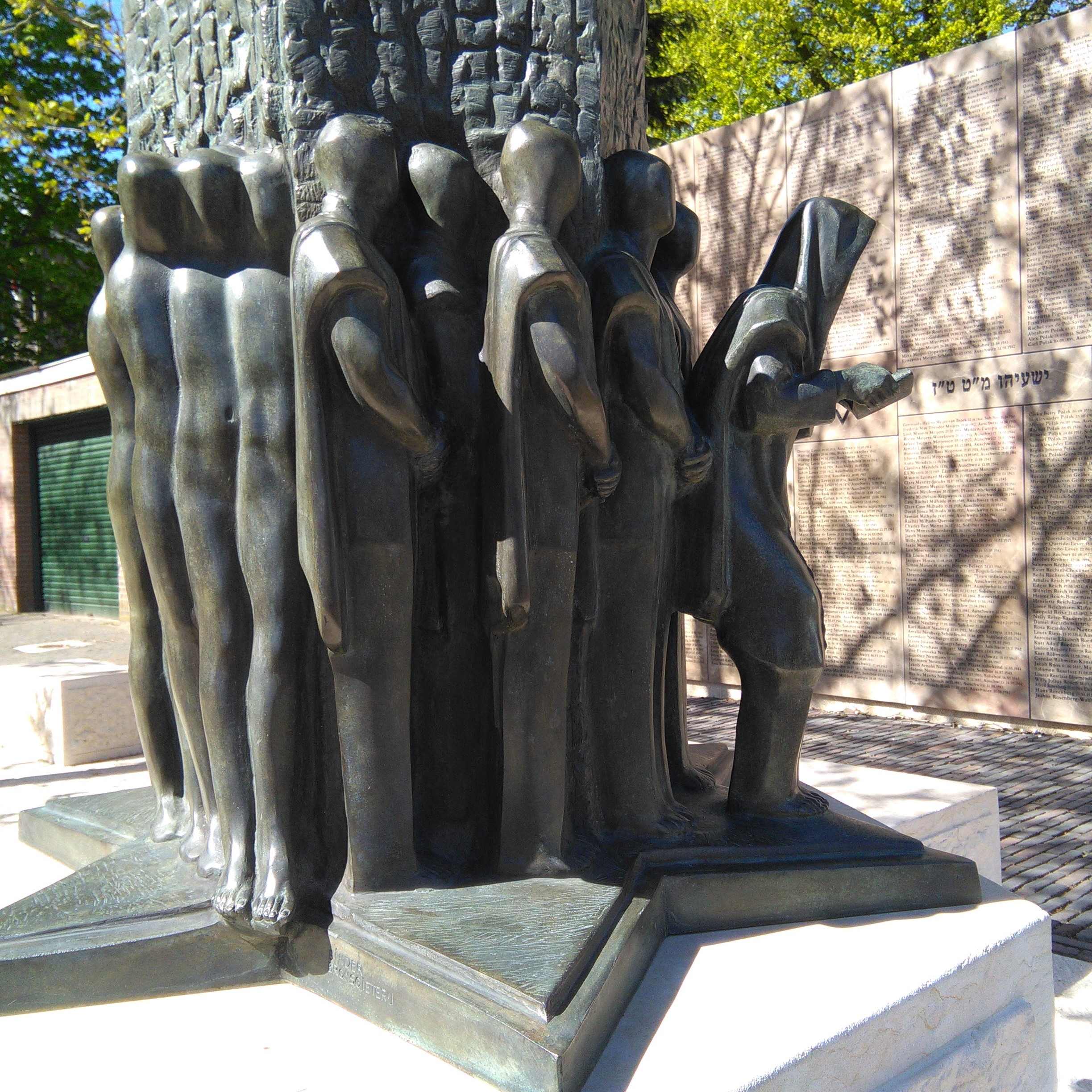
A Utrecht
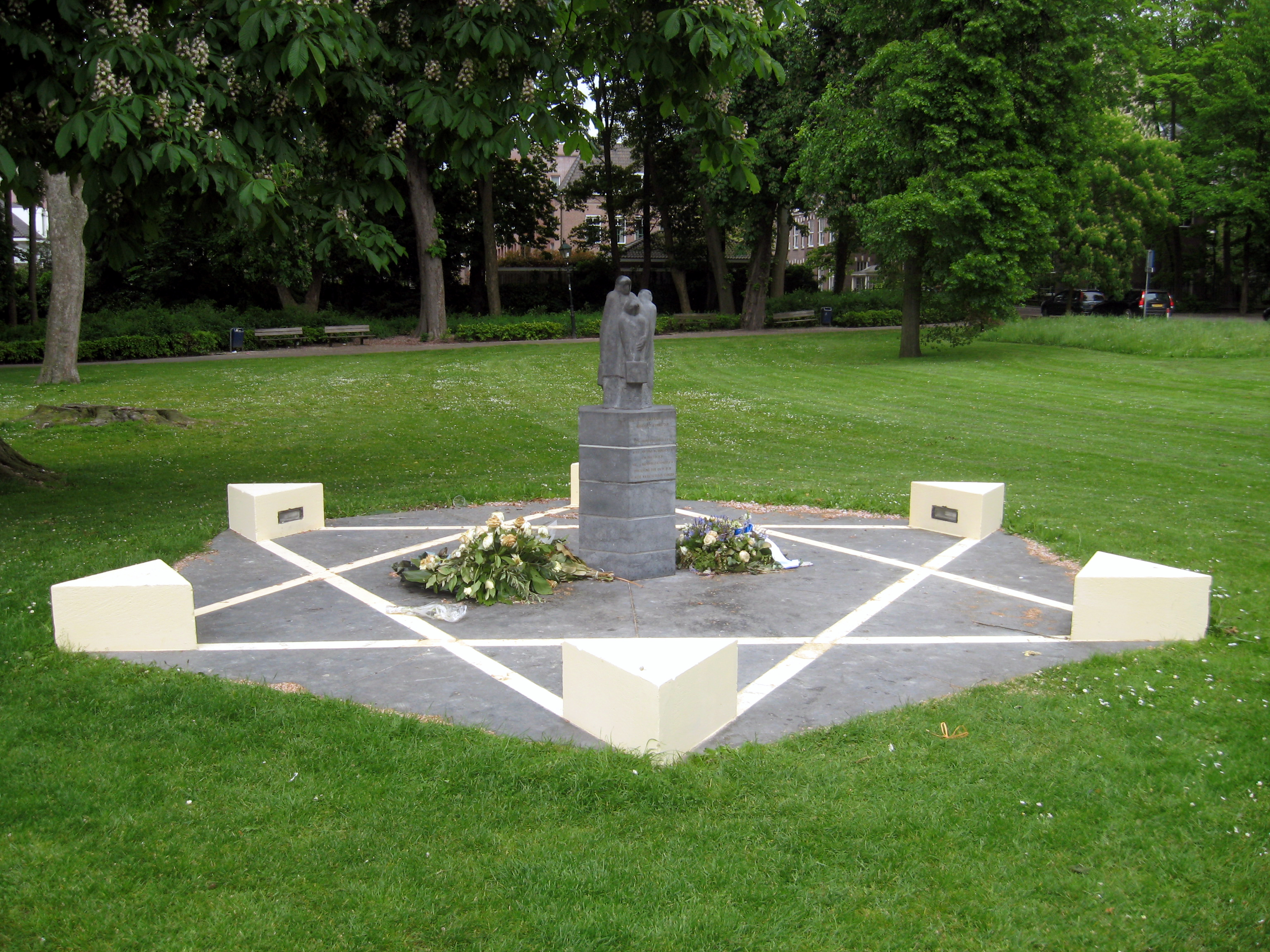
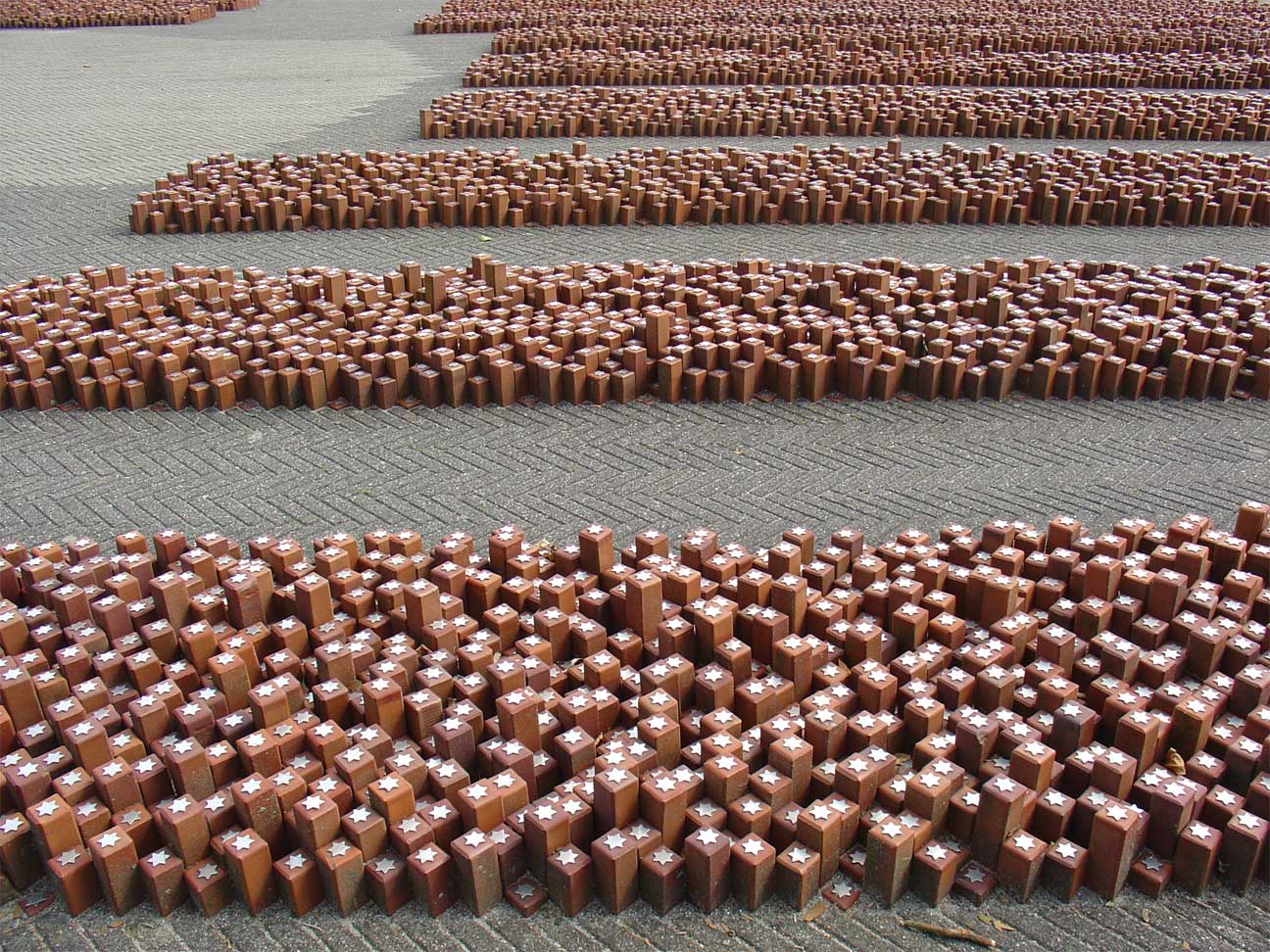
Camp de Westerbork
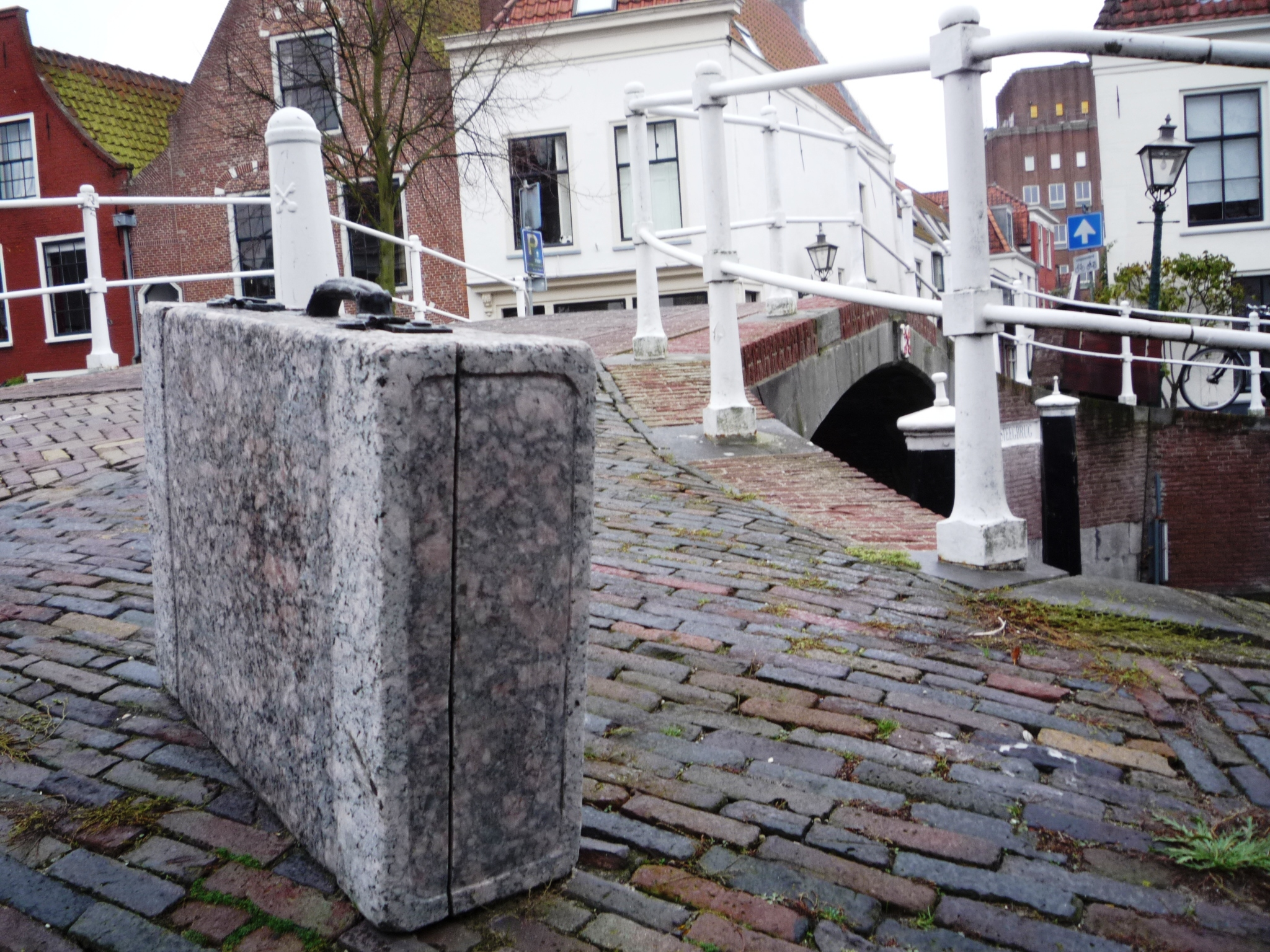
A Leiden
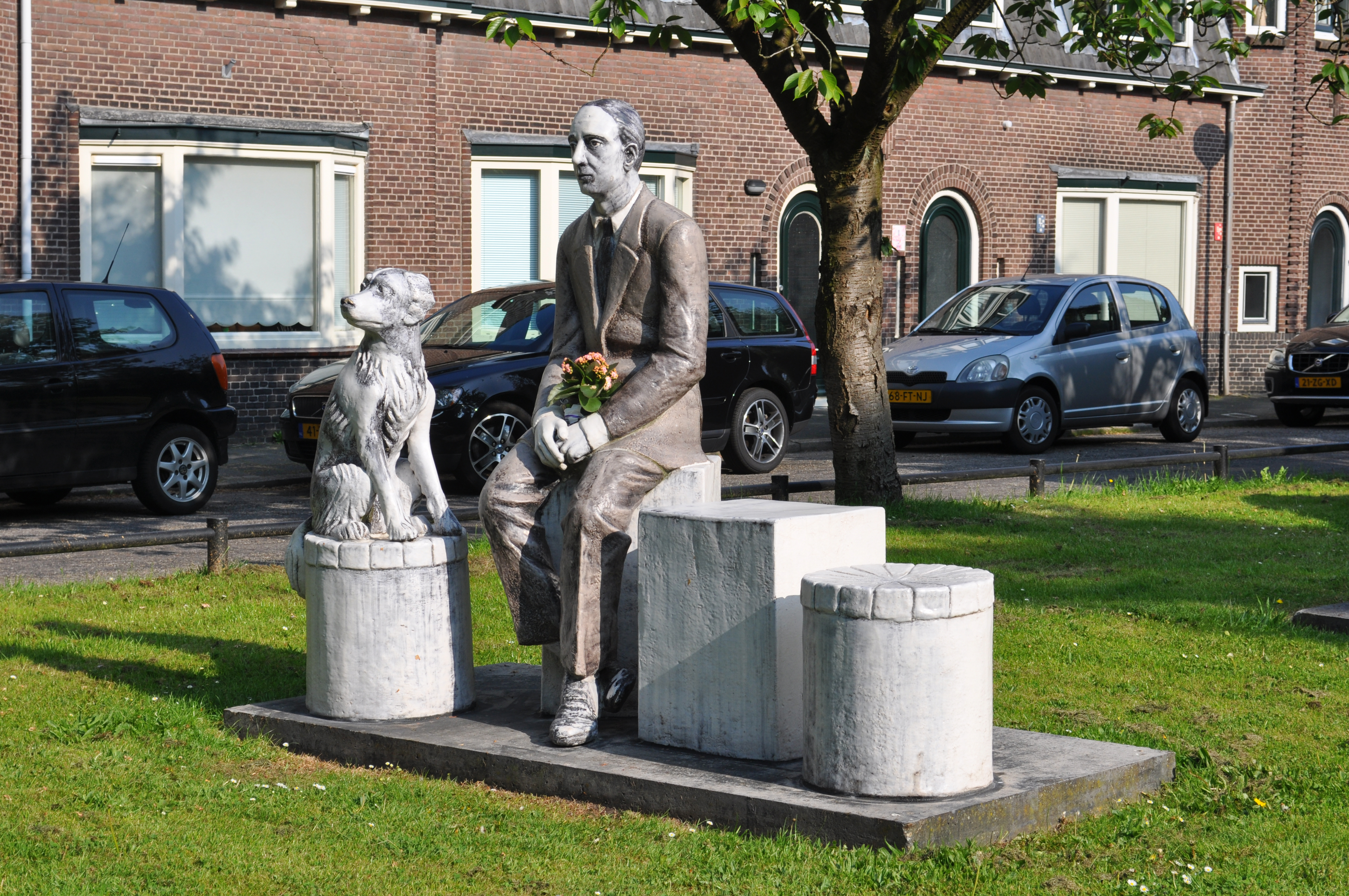
A  Woerden

#### Exposition
Le Musée national de l' Holocauste (Nationaal Holocaust Museum) d'Amsterdam organise de janvier à début octobre 2019, une grande exposition intitulée « La persécution des Juifs en images. Pays-Bas 1940-1945 », qui se déplace d'octobre 2019 au printemps 2020 à Berlin. Les photographies qui l'illustrent, souvent inconnues, ont été prises par des photographes professionnels, généralement mandatés par les autorités allemandes à des fins de propagande et également par des photographes amateurs,,.

## La communauté juive des Pays-Bas  aujourd'hui
La communauté juive des Pays-Bas compte en 2016 près de 30 000 membres, résidant principalement à Amsterdam, La Haye et Rotterdam.
La vie communautaire des Juifs néerlandais aujourd'hui s'articule autour de la grande synagogue appelée Esnoga, préservée de la Shoah.
Le 7 novembre 2024 , à l'occasion d'un match de football à Amsterdam entre l'Ajax Amsterdam et le Maccabi Tel Aviv, de violents incidents donnent lieu à une « nuit noire à Amsterdam : une "chasse aux Juifs" menée par des jeunes en scooter et des chauffeurs de taxi annoncée bien à l'avance sur Telegram » contre les supporters du club israélien. Ces violences sont dénoncées par les autorités néerlandaises mais aussi européennes, allemandes, françaises et américaines. Pour le président du tribunal rabbinique des Pays-Bas, le rabbin Eliezer Wolff, les Juifs des Pays-Bas sont les victimes d'un excès de tolérance.

## Personnalités
Dans la période de 300 ans de vie communautaire juive aux Pays-Bas, on compte de nombreuses personnalités.

### Figures d'origine séfarade
Au sein de la communauté séfarade, rappelons le philosophe Baruch Spinoza ; le rabbin et écrivain Manasse ben Israël, fils de conversos, scientifique et cultivé. Il jouera un rôle prépondérant dans la réouverture des frontières du royaume d'Angleterre aux Juifs ; le rabbin Jacob ben Aaron Sasportas, fervent opposant du sabbatianisme ; David Franco-Mendes, intellectuel et poète ; au XIXe siècle l'homme d'affaires libéral Shmouel Tsarfati, dont l'une des rues actuelles d'Amsterdam porte le nom ; l'écrivain Israël Carido, leader socialiste et bras-droit du maire d'Amsterdam ; l'illustre professeur des langues sémites Yéhouda Léo Palavi, fils du rabbin Yitzhak Palavi, rabbin nommé grand-rabbin séfarade des Pays-Bas et dernier défenseur d'une éducation spécifiquement juive.

### Figures d'origine ashkénaze
Parmi les plus grands rabbins de la communauté ashkénaze qui ont marqué l'histoire du judaïsme néerlandais, on peut mentionner le sage Hakhaham Tzvi ; le rabbin Arye Leib Kalish et son fils, le rabbin Shmouel ; le rabbin Eliézer Rokah, contemporain de l'âge d'or du judaïsme néerlandais au XVIIIe siècle. 
De la seconde moitié du XIXe siècle et jusqu'au début du XXe siècle, on compte le grand-rabbin et docteur Yossef Tzvi Halévy Diner qui réorganise la communauté juive néerlandaise d'un point de vue spirituel et religieux en favorisant l'enracinement des courants juifs libéraux. Il réformera ainsi le rabbinat empreint désormais d'idées orthodoxes et modernes à la fois. Citons également la famille Lehrin dont sont issus mécènes, quêteurs de fonds en faveur des Juifs installés en Terre d'Israël, scientifiques et sages. Parmi les plus célèbres on compte le rabbin Hirsch connu pour son franc-parler et le rabbin Yaakov Lehrin.

Durant le XIXe siècle de nombreux hommes d'affaires juifs font leur apparition, Juifs ayant quitté pour la plupart la mouvance du strict respect des lois juives; parmi eux, le célèbre avocat Dr Yona Daniel Meïr dont la place centrale actuelle du vieux quartier juif d'Amsterdam porte le nom, et Frederik Philips (en), fondateur avec son fils Gerard de la société Philips.
 
Parmi les sages populaires on peut mentionner le rabbin Yishaya Klirikoper auquel étaient adressées d'innombrables demandes de guérison. On raconte que sa disparition fut pleurée par tous les mendiants d'Amsterdam.

Au XXe siècle, parmi les très nombreuses personnalités à citer, mentionnons le célèbre chercheur et bibliographe Shmouel Zeligmann dont la bibliothèque privée était à l'époque l'une des plus importantes du monde ; le docteur et rabbin Meïr de Hond, figure adulée de la masse juive prolétarienne.

## Mode d'habitation

### Époque du Jodenbuurt
Jusqu'au XIXe siècle les Juifs habitent principalement ou uniquement le quartier juif appelé Jodenbuurt à Amsterdam, qui n'était ni imposé aux Juifs, ni fermé comme l'étaient ceux d'autres pays tels l'Italie. S'y tenait l'ensemble des institutions au milieu de ruelles étroites. Les maisons du quartier comportaient pour la plupart trois étages. Les Juifs vivaient alors dans une extrême densité et il n'était pas rare que les couches sociales les plus modestes du ghetto soient touchées par quelque épidémie. Le quartier juif se tenait au nord de la ville d'Amsterdam, près des quartiers populaires habités par les non-Juifs. Quant aux grands-rabbins, ils se devaient de loger au-dessus du séminaire rabbinique.

### Sortie du Jodenbuurt
Au XXe siècle la situation change. Il est une volonté, même chez les plus modestes des travailleurs, de quitter les murs du Jodenbuurt. Dans les faits, ils créeront de nouveaux quartiers juifs dans la ville. Quant aux Juifs les plus aisés, ils s'éloignent du centre pour aller s'installer dans les quartiers les plus cossus et loin d'être des quartiers spécifiquement juifs.
Ne pouvaient, en outre, représenter la communauté au sein des institutions, que des propriétaires immobiliers.